# Batman
Batman «en español: Hombre Murciélago» es un superhéroe ficticio de cómic creado por los estadounidenses Bob Kane y Bill Finger, y propiedad de DC Comics. Apareció por primera vez en la historia titulada «El caso del sindicato químico» de la revista Detective Comics N.º 27, lanzada por la editorial National Publications el 30 de marzo de 1939.
La identidad secreta de Batman es Bruce Wayne (Bruno Díaz en algunos países de habla hispana), un multimillonario magnate empresarial y filántropo dueño de Empresas Wayne en Gotham City. Después de presenciar el asesinato de sus padres, el Dr. Thomas Wayne y Martha Wayne en un violento y fallido asalto cuando era niño, juró venganza contra los criminales, un juramento moderado por el sentido de la justicia. Bruce Wayne se entrena física e intelectualmente y crea un traje inspirado en los murciélagos para combatir el crimen, con sus gadgets de combate del batcinturón y sus vehículos.
A diferencia de los superhéroes, no tiene superpoderes: recurre a su intelecto, así como a aplicaciones científicas y tecnológicas para crear armas y herramientas con las cuales lleva a cabo sus actividades. Vive en la mansión Wayne, en cuyos subterráneos se encuentra la Batcueva, el centro de operaciones de Batman. Recibe la ayuda constante de otros aliados, entre los cuales pueden mencionarse Robin, Batgirl (posteriormente Oráculo), Nightwing, el comisionado de la policía local, James Gordon, y su mayordomo Alfred Pennyworth. Una gran variedad de villanos conforman la galería de Batman, incluido su archienemigo, el Joker.
Se trata del personaje más emblemático de DC Comics, junto con Superman. Dada su buena aceptación, obtuvo su propia revista en 1940. Tres años después, Columbia Pictures estrenó la primera adaptación para la televisión del personaje, a la cual le siguió la serie Batman y Robin, en 1949. A mediados de la década de 1960, se lanzó otra serie titulada Batman por Adam West, que utilizó un concepto más «camp» que terminó apartándolo de su tono sombrío con el que originalmente fue concebido. Más adelante, los escritores Dennis O'Neil, Neal Adams y Frank Miller produjeron nuevo material escrito sobre el universo de Batman entre los años 1970 y 1980, retomando el diseño y elementos originales de la franquicia. Se considera que la película homónima de Tim Burton, estrenada en 1989 y la secuela de 1992, tuvo un papel importante en la popularidad contemporánea del hombre murciélago interpretado por Michael Keaton y volverá también en The Flash (2023). También fue interpretado por Val Kilmer en Batman Forever (1995) y George Clooney en Batman y Robin (1997), al igual que la serie de filmes iniciada de Trilogía The Dark Knight (2005–2012), dirigidas por Christopher Nolan e interpretado por Christian Bale. Además de las anteriores producciones, existen varias otras más en las que el personaje y sus elementos han sido incorporados. El actor Ben Affleck lo interpreta en las películas del Universo extendido de DC Batman v Superman: Dawn of Justice (2016), Escuadrón Suicida (2016), Liga de la Justicia (2017), la versión de Liga de la Justicia de Zack Snyder (2021) y The Flash (2023). En 2020 se confirmó que para la película: The Batman, el actor que interpretaría el papel del murciélago sería Robert Pattinson. Esta película que originalmente se estrenaría en 2021 terminó siendo atrasada hasta 2022.

## Creación y desarrollo
El éxito alcanzado por Superman en Action Comics impulsó a los editores de Detective Comics, Inc. a crear nuevos superhéroes para sus libros de historietas. Como resultado, Bob Kane (1915-1998) creó un personaje llamado «The Bat-Man» y le mostró el esbozo original a Bill Finger (1914-1974). De acuerdo con este último: 

Kane tenía una idea sobre un personaje llamado 'Batman' y quería que viera sus dibujos. Fui con él y [me percaté de que] había dibujado algo muy similar a Superman, con una especie de medias de color rojo. Creo que usaba botas. No tenía guantes ni accesorios, solo portaba un pequeño antifaz, sujetado por una cuerda. Tenía también dos alas que sobresalían, simulando ser alas de murciélago. Y debajo había un gran logo que decía «BATMAN».

Finger sugirió cambiar el antifaz por una capucha, dibujarle una capa en vez de alas así como guantes, y retirar las partes rojas y brillantes del traje. En su autobiografía de 1989, Kane detalló más sobre su colaboración inicial con Finger:

Un día llamé a Bill y le dije: 'Tengo un nuevo personaje llamado el Bat-Man y he realizado algunos bocetos básicos que me gustaría que vieras'. Vino a mi casa y le mostré los dibujos. En ese momento, solo tenía un pequeño antifaz, similar al que después usaría Robin. Bill me dijo: '¿Por qué no lo hacemos lucir más como un murciélago, dibujándole una capucha con dos hendiduras en los ojos, con tal de hacerlo más misterioso?' Hasta entonces, el Bat-Man vestía un traje rojo; las alas, los pantaloncillos y la máscara eran de color negro. Yo pensaba que el rojo y el negro serían una buena combinación, sin embargo Bill me dijo que era demasiado brillante: 'Coloréalo de gris oscuro para darle un toque más siniestro'. La capa lucía como un par de alas rígidas de murciélago, sujetadas a los brazos. Cuando lo comentamos, concluimos que esas alas le estorbarían a Bat-Man en las escenas de acción, así que las convertimos en una capa con terminaciones triangulares para que luciera verdaderamente como el ala de un murciélago cuando estuviera peleando o columpiándose sobre una cuerda. Además, desde un inicio Batman no llevaba guantes, así que decidimos añadírselos para que no tuviera problemas con la impresión de sus huellas digitales por dondequiera que fuese.

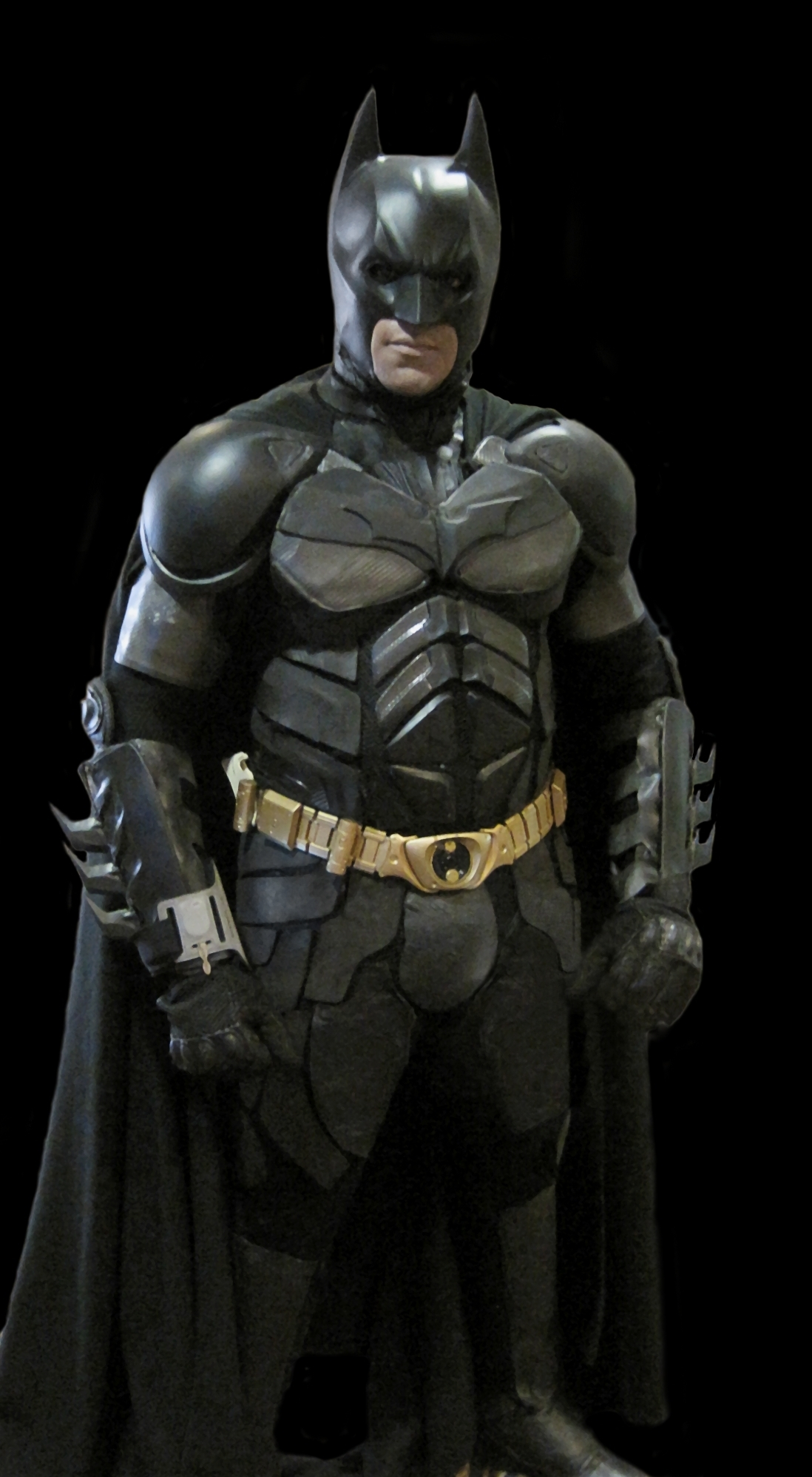
Cosplayer disfrazado como Batman.

La cultura popular de los años 1930 jugó un rol importante en la definición de los rasgos característicos de Batman, específicamente por medio de películas, cómics y titulares de prensa de esa década. Incluso ciertos elementos guardan reminiscencia con la vida personal de Kane. El concepto de «un héroe aristocrático con identidad doble», que suele mostrarse distante con los demás para evitar sospechas y que «firma» sus obras con un símbolo representativo, ya había sido explorado con anterioridad en otros contenidos tales como La Pimpinela Escarlata y El Zorro. Kane también reconoció la influencia de los largometrajes La Marca del Zorro (1920) y The Bat Whispers (1930) en la iconografía de Batman. Mientras tanto, Finger se inspiró en otros personajes como Doc Savage, Black Bat, La Sombra, Dick Tracy y Sherlock Holmes para los rasgos detectivescos. Para reforzar la identidad secreta del murciélago, Finger concibió el nombre «Bruce Wayne» en alusión al héroe escocés Robert Bruce y el soldado estadounidense Anthony Wayne —otros apellidos considerados eran «Adams» y «Hancock»—.
Kane cedió los derechos de propiedad sobre el personaje a cambio de una mención como autor en todos los cómics de Batman, entre otros requerimientos. Al principio esta mención no decía «Batman creado por Bob Kane»; su nombre simplemente se escribía encima del título de cada ejemplar. A mediados de los años 1960, el nombre desapareció siendo reemplazado por los créditos de los dibujantes y escritores responsables de cada nuevo relato. A finales de la siguiente década, cuando Jerry Siegel y Joe Shuster comenzaron a recibir sus respectivos créditos por las historietas de Superman, y William Moulton Marston recibió reconocimiento por la creación de la Mujer Maravilla, las publicaciones de Batman empezaron a incluir la línea «Creado por Bob Kane», en adición a los demás créditos.
Finger no recibió el mismo reconocimiento. A pesar de que había obtenido crédito por sus anteriores trabajos en la empresa, primordialmente durante la década de 1960, el contrato de Kane con la editorial únicamente le garantizó las correspondientes «gratitudes» por su contribución; por ejemplo, en Batman n.º 169 (febrero de 1965), el editor Julius Schwartz lo mencionó como el creador de Riddler, uno de los villanos recurrentes en la franquicia. Esto se debió a que el convenio estipulaba que solo habría de ser referido como escritor de cada historieta y no como su creador. Kane comentó: «Finger estaba desalentado por los pocos logros [que había tenido] durante su trayectoria. Sintió que no había usado todo su potencial artístico y que el éxito le había dejado de lado». Cuando Finger murió, en 1974, DC Comics aun no lo acreditaba como el cocreador de Batman. Jerry Robinson, colaborador de Finger y Kane en Batman, criticó a este último por haberse negado a reconocer la contribución de Finger. En una entrevista con The Comics Journal, Robinson mencionó:

Bob lo volvió más inseguro [a Finger], porque mientras él trabajaba copiosamente con el personaje, no estaba compartiendo absolutamente nada de la gloria o el dinero que Bob comenzaba a ganar. Por eso ... [él iba] a dejarlo [su empleo con Kane]. [Kane] debió haber acreditado a Bill como cocreador. Yo lo sé porque estuve ahí. Es algo que nunca le perdonaré a Bob: el no haber cuidado a Bill o reconocerle mínimamente el papel vital que tuvo en la creación de Batman. Al igual que Siegel y Shuster, debió pasar lo mismo con Batman: las mismas líneas para dar crédito al cocreador, escritor y artista de cada historieta.

En 1965 Kane rechazó a Finger como uno de los creadores del personaje escribiendo una carta a los seguidores, en la que decía: «[...] me parece que Bill Finger ha dado la impresión de que fue él, y no yo, quien creó a Batman, así como a Robin y todos los villanos y personajes principales. Esto es un anuncio fraudulento. Una mentira». Acerca de la ausencia de Finger en los créditos, agregó: «El problema de ser un escritor 'fantasma' es que debes permanecer en el anonimato y sin 'reconocimiento' alguno. Pero, si uno de ellos desea tener 'crédito', entonces debe dejar de ser un 'fantasma' y convertirse en un líder o innovador». A pesar de su renuencia, en una entrevista de 1989 citó una vez más la situación de Finger desde una perspectiva totalmente diferente:

En aquella época era un solo artista con su nombre encima del título —la política de DC Comics en sus publicaciones era 'si no puedes escribirlo, consigue ayuda de otros escritores, pero los nombres de éstos nunca aparecerán en la edición final'—. Bill jamás me pidió crédito y yo tampoco me ofrecí a dárselo —tal vez por mi ego en esa época—. Me sentí muy mal cuando murió.

Tras concretar un acuerdo con los familiares de Finger, DC Entertainment acreditó por primera vez a Bill como cocreador del hombre murciélago en la película Batman v Superman: Dawn of Justice (2016) y en la segunda temporada de la serie televisiva Gotham. Este reconocimiento se hizo extensivo a los cómics a partir de octubre de 2015, con los tomos n.º 3 de Batman and Robin Eternal y n.º 3 de Batman: Arkahm Knight Genesis.

### Primeras publicaciones
La primera aparición de Batman ocurrió en «El caso del sindicato químico», uno de los relatos del libro de historietas Detective Comics n.° 27, publicado en mayo de 1939. Si bien Finger declaró que lo había escrito al estilo de las publicaciones pulp —historias de violencia o romance caracterizadas por entremezclar elementos de la vida real con la ficción, impresas en páginas de bajo costo y difundidas principalmente entre los años 1920 y 1940—, lo cierto es que se trató de una réplica del relato «Partners of Peril», escrito por Theodore Tinsley para el cómic La Sombra n.° 113. En este capítulo, el héroe se enfrenta a un empresario químico y sus esfuerzos por deshacerse de sus socios para apoderarse del negocio. Posee la peculiaridad de mostrar a un Batman más inhumano en comparación con los siguientes relatos del enmascarado; por ejemplo, cuando el villano muere en las últimas páginas del libro, el justiciero exclama: «Es un final adecuado para alguien de su tipo».
Varios rasgos y elementos característicos del personaje se habrían de incorporar en los primeros seis ejemplares, específicamente en los n.° 27 a 33 de Detective Comics. Por ejemplo, en los n.° 29 y 31 (julio y septiembre de 1939) aparecieron el cinturón multiusos y el búmeran temáticos, así como el batplane, respectivamente. No fue sino hasta el tomo n.° 33 (noviembre de 1939) que se exploró por primera vez su origen: en su infancia, Bruce Wayne es testigo del asesinato de sus padres por un asaltante, lo cual le lleva a combatir el crimen en Gotham City a manera de venganza, bajo la identidad de un murciélago. Cabe señalar que el diseño de su aspecto físico también sufrió modificaciones en estos primeros relatos: por ejemplo, su barbilla dejó de ser tan pronunciada y, en cambio, las orejas puntiagudas de su máscara se alargaron. En opinión de Kane: «Casi un año después [de la primera aparición de Batman], por fin logré crear a mi Batman definitivo».
A pesar de la predilección de Kane por un protagonismo solitario, la introducción de Robin como aliado de Batman en el volumen n.° 38 (abril de 1940) no solo diluyó de forma notable el tono pulp de las publicaciones originales, sino que también marcó un parteaguas en la industria de las historietas al detonar el surgimiento de otros «aliados jóvenes» de superhéroes en sus respectivos ejemplares. Se considera que este tomo también influyó en el incremento en las ventas de Detective Comics, cuyas cifras casi se duplicaron con respecto a las de los volúmenes originales.
Ese mismo año, National Publications publicó el primer número del libro de historietas protagonizado por Batman. Hasta entonces, la empresa era la más exitosa en ventas de cómics, e incluso se le consideraba como la más popular y reconocida en la industria gracias a personajes como el hombre murciélago y Superman.  La trama de Batman n.° 1 destacó por introducir a Catwoman y Joker como villanos recurrentes así como por ser la única ocasión en que Batman utiliza un arma de fuego para deshacerse de unos monstruos. La omisión de armas de fuego en las siguientes publicaciones del personaje se debió en gran medida a la intervención del editor Whitney Ellsworth. A finales de 1940, Superman y Batman aparecieron juntos en la serie World's Finest Comics, en la que Jerry Robinson y Dick Sprang colaboraban. Como parte de una reestructura que incluyó el renombre de la compañía a DC Comics, en 1942 se adoptó una política editorial en la que las principales publicaciones del sello, entre las cuales se incluyó Batman, adoptaron historias más «alegres y coloridas» con la finalidad de atraer a una audiencia más juvenil.

### Controversia de los años 1950
En los años inmediatos a la Segunda Guerra Mundial, Batman era uno de los escasos personajes cuyas historias seguían siendo publicadas en medio de una crisis que enfrentó la industria, debido primordialmente a la crítica social que responsabilizó al género de superhéroes por desencadenar «crimen juvenil, brutalidad y violencia, sexualidad desviada y promiscuidad en los jóvenes lectores». En junio de 1952, el hombre murciélago hizo su aparición en la serie Superman como coprotagonista de la edición n.° 76 titulada The Mightiest Team in the World. La trama explora una alianza entre ambos héroes, quienes comparten entre sí sus verdaderas identidades. El éxito del tomo ocasionó que DC Comics evaluara la posibilidad de rediseñar World's Finest Comics, para desarrollar nuevos relatos protagonizados por los personajes más populares de la compañía. Esto trajo como resultado «un éxito financiero durante una época en la que los héroes ya no abundaban, mientras que los existentes estaban destinados a un solo tiraje». La última publicación de World's Finest Comics se distribuyó en 1986.

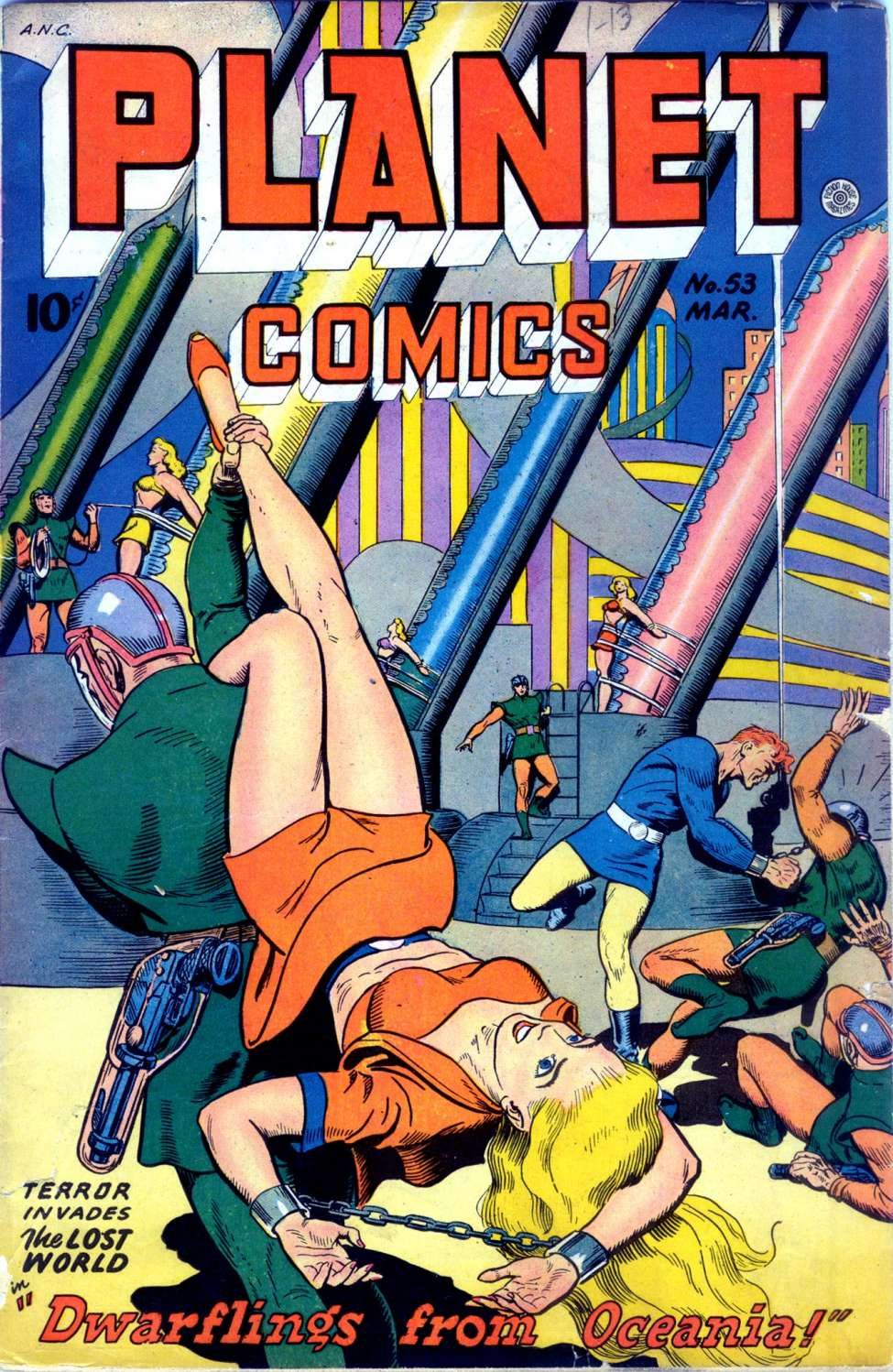
La obra de Wertham criticó numerosas historietas por sus mensajes implícitos, entre ellas Batman. Portada de Planet Comics número 53, marzo de 1948, citada por Wertham.

La crítica social se acentuó con la publicación de La seducción del inocente, por el psiquiatra Fredric Wertham, donde se enfatizó en el rol de los cómics en la corrupción de la moral de la juventud y su influencia en la ejecución de delitos. El autor señaló además en específico las historietas de Batman por su aparente contenido homosexual dada la relación entre el protagonista y Robin. Lo anterior llevó al establecimiento de la Comics Code Authority como órgano censor de este tipo de publicaciones. De acuerdo con ciertos autores, la inclusión de Batwoman y Batgirl, en 1956 y 1961 respectivamente, obedeció a la necesidad de contrarrestar la controversia desatada por la obra de Wertham. DC Comics reconoció que la omisión de Catwoman en las publicaciones de dicha década se debió a que «lo problemático de su atuendo» iba en contra de los lineamientos de la Comics Code Authority.
Hacia finales de la década de 1950 las historias de Batman se caracterizaron por temáticas orientadas a la ciencia ficción, con la intención de replicar el resultado favorable de otros personajes de DC Comics. Lo anterior dio lugar a nuevos personajes del universo de Batman, tales como Ace, el Bati-sabueso y Bat-Mite; así como aventuras que involucraban robots y elementos alienígenas. En febrero de 1960, Batman apareció en el ejemplar n.° 28 de Brave and the Bold, como nuevo miembro de la Liga de la Justicia, apareciendo posteriormente en varias historietas de la misma serie ese mismo año.

### Período del declive (1964-1985)
En 1964 se registró una drástica disminución en las ventas de Batman; Kane dijo al respecto que DC estaba «planeando acabar del todo con el personaje». Con el fin de mejorar las ventas, se contrató al editor Julius Schwartz para renovar totalmente la serie. Los cambios comenzaron a evidenciarse con el número 327 de Detective Comics (mayo de 1964) que se subtituló "New Look" ("Nuevo aire") y que pretendía dar una imagen más moderna y con relatos de una narrativa similar a la de las típicas novelas detectivescas. Para redefinir al personaje contrató a Carmine Infantino. Los cambios, tanto de la vestimenta de Batman (por ejemplo, la insignia del murciélago cambió de color) como del Batmobile, son algunos rasgos que definieron a las siguientes historietas del personaje. Asimismo, se suprimió a los seres alienígenas, a Batwoman, a Ace the Bat-Hound y a Bat-Mite, y el mayordomo Alfred desapareció en los siguientes ejemplares (después de haber sido asesinado), con el objetivo de incorporar a la Tía Harriet como la nueva integrante de la Mansión Wayne así como compañera de Bruce Wayne y Dick Grayson —la identidad secreta de Robin—.
Dos años después, en 1966, se estrenó la serie de televisión Batman cuyo éxito incrementó las ventas de la serie literaria, la cual alcanzó un flujo de circulación cercano a las 900.000 copias. Neal Hefti, Nelson Riddle, Billy May y Warren Barker compusieron la banda sonora. Con un tono más «feminista» en comparación al sugerido por Detective Comics, debido en parte a la designación de Batgirl como coprotagonista de los capítulos de la tercera temporada, la serie fue cancelada en 1968, aun después de los buenos resultados alcanzados durante sus emisiones. A consecuencia de lo anterior, las historietas de Batman volvieron a perder interés; Schwartz comentó luego sobre dicha situación: «Cuando el programa se volvió tan notable, quedé impactado por su temática. Obviamente, con su desaparición, las historietas sufrieron un efecto similar».

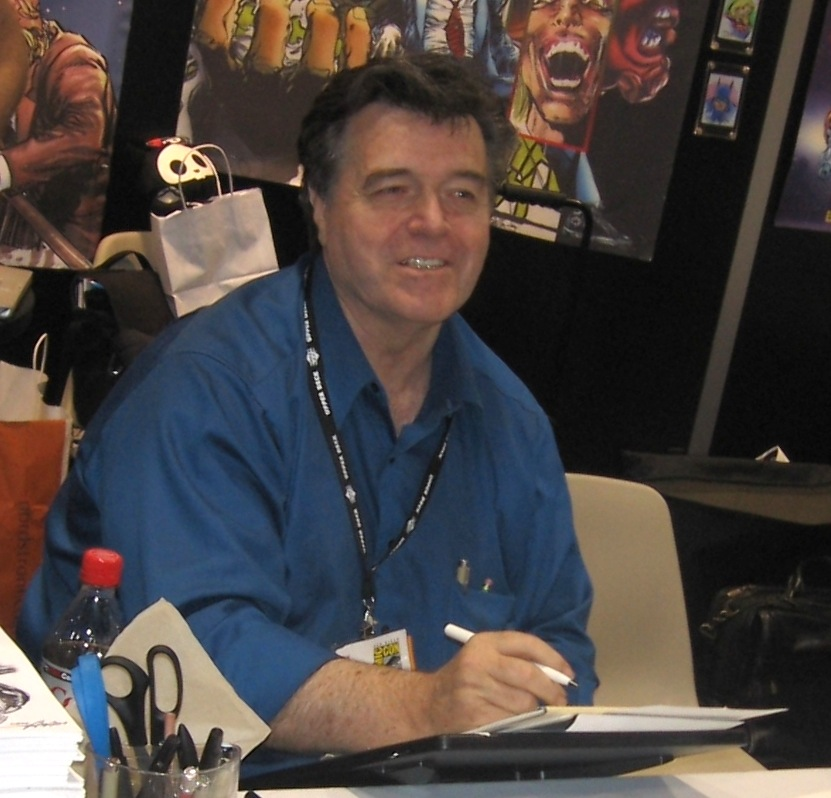
Fotografía de Neal Adams en Convención Internacional de Cómics de San Diego de 2007.

En 1969, Dennis O'Neil y Neal Adams comenzaron a describir un Batman apegado a las historias originales, brindándole la distinción de «severo vengador de la noche». O'Neil expresó que su idea era reinventar al personaje, basándose en los primeros relatos y alejándose de la imagen dejada por la serie televisiva. A manera de reseña, O'Neil recapituló: «Acudí a la biblioteca de DC y me puse a leer algunas de las primeras historietas. Mi idea era resolver cuál fue el sentido con el que Kane y Finger crearon a Batman». La primera colaboración mutua de O'Neil y Adams fue en Detective Comics número 395 (enero de 1970). En lo sucesivo, aunque fueron pocas las asociaciones de ambos, la influencia de su reinvención fue catalogada como «apabullante». Dick Giordano, uno de los colaboradores, mencionó al respecto: «Regresamos al Batman oscuro y siniestro, y creo que por eso las historietas funcionaron tan bien [...] Incluso hoy en día, continuamos usando la capa larga y las orejas grandes en nuestro diseño». Mientras que el trabajo de O'Neil y Adams fue popular entre los seguidores, no consiguieron mejorar las ventas, y algo similar ocurrió con la versión de Steve Englehart y Marshall Rogers, que intentaron coordinarse e imitar el estilo interpretativo de Adams. Su colaboración, del número 471 al 476, ha sido considerada como la fuente de inspiración directa de la primera película y la serie animada del personaje. Sin embargo, las ventas seguían sin mejorar en las décadas de 1970 y 1980, llegando a un nivel crítico a comienzos de 1985. Poco después se recuperarían de este gran declive.

### El ascenso del Caballero Oscuro
Una nueva reinvención surgió con la novela gráfica Batman: The Dark Knight Returns de Frank Miller, publicada en 1986. Convertida en uno de los mayores éxitos de la industria, la novela describe el futuro alternativo de Batman a sus sesenta años de edad, tras retomar su oficio de superhéroe. Junto a su considerable nivel de ventas, resulta destacable su impacto en el resurgimiento popular de Batman. Ese mismo año, O'Neil se convirtió en el editor responsable de Batman y, aprovechando las influencias de la obra de Miller y la miniserie Crisis on Infinite Earths, decidió constituir a Batman como un héroe «más legendario e incomparable». De esta forma, en su primera historia Batman: año uno (publicada en los números 404-407, 1987) Frank Miller y el artista gráfico David Mazzucchelli volvieron a considerar el origen del personaje, a partir de una nueva perspectiva.
Al año siguiente, Alan Moore y el dibujante Brian Bolland siguieron estas pautas e hicieron su colaboración en la novela gráfica Batman: The Killing Joke, enfocándose en The Joker e inspirándose en los detalles visuales y narrativos de la edición año uno. La historia relata la hazaña de este criminal en su intento por volver loco al oficial James Gordon. Para ello, deja lisiada a su hija Barbara y termina secuestrándolo, para torturarlo física y mentalmente. Meses después, DC Comics, consciente de la impopularidad del personaje secundario Jason Todd (identidad secreta del segundo Robin) con los fanáticos e inspirada en las referencias a un Todd muerto en Batman: The Dark Knight Returns, habilitó una línea telefónica disponible para definir el futuro del personaje. Las votaciones se hicieron justo después de la publicación del relato en donde Todd y su madre se hallan secuestrados en un almacén, teniendo un efecto directo en los siguientes números (en el caso anterior, más de 10 000 llamadas se tomaron en cuenta y, por un breve margen de 28 votos, los lectores convinieron en su muerte ocasionada por The Joker, la cual se halla narrada en la edición Batman: Una muerte en la familia). En Una muerte en la familia, resulta destacable añadir que, aun cuando El Joker ha sido responsable de varias muertes desde su introducción, Batman toma el homicidio de Todd como un asunto meramente personal por lo que considera incluso asesinar a The Joker, deslindándose así de sus códigos de moralidad que le han caracterizado desde siempre.

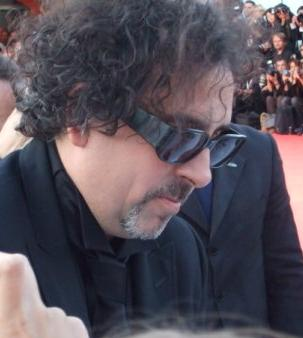
Tim Burton dirigió la exitosa película de 1989, Batman.

En 1989 se estrenó la película Batman, dirigida por Tim Burton y protagonizada por Michael Keaton. La adaptación logró recaudar una considerable cantidad de dinero a nivel internacional, incrementando a su vez la popularidad del personaje. Incluso, llevaría a la publicación de una nueva serie, Legends of the Dark Knight, cuyo primer tomo vendió alrededor de un millón de copias. Un par de años después, Batman protagonizó el crossover Batman: Knightfall (1993). En su incursión, el villano Bane hiere de gravedad a Bruce Wayne, por lo cual Azrael (cuya identidad secreta es Jean-Paul Valley) debe sustituirlo como el nuevo guardián de Gotham City. En 1999 se lanzó el crossover Batman: No Man’s Land, en donde se describieron los efectos de un gran seísmo en Gotham City, y en 2003 Jeph Loeb y Jim Lee crearon Batman: Hush, donde durante el año que duró la edición se concentraron en el concepto del villano Hush, recuperando finalmente la alianza entre Batman y Robin. Su trabajo logró ser reconocido como la edición más vendida desde el volumen número 500 (octubre de 1993). En esa misma época, Jeph Loeb se destacó por su contribución en Batman junto a su colaborador Tim Sale, y fue el responsable de dos series limitadas (Batman: The Long Halloween y Batman: Dark Victory) en donde aparecerían algunos de los antagonistas más recurrentes en la franquicia (notablemente Dos Caras).
Por otra parte, Jim Lee colaboró nuevamente con Miller en All Star Batman and Robin the Boy Wonder, referida como la más vendida de las publicaciones de DC en 2005. Sin embargo, la serie recibió duras críticas por parte de la prensa especializada debido al texto, en donde se presenta a Batman como un personaje violento, cruel y psicópata, excitado por su propio sadismo hacia los criminales y reflexivo sobre las lesiones que inflige. Ese mismo año, Batman apareció también en las series limitadas Crisis de Identidad y Crisis Infinita. A principios de 2006, Grant Morrison y Paul Dini asumieron los roles de editores responsables de Batman y Detective Comics, respectivamente; el primero se ocupó de incorporar elementos previos del personaje (principalmente las historias de ciencia ficción que se publicaron en los años 1950), con lo que creó una nueva temática en torno al héroe que sufría alucinaciones bajo la influencia de gases que alteraban su conciencia y de una serie de restricciones sensoriales. Ciertamente, los trabajos de Morrison alcanzaron un punto clímax con la edición Batman R.I.P, en la que Batman se enfrenta a la organización Black Glove que, en última instancia, provoca la locura del superhéroe. La historia continuó con Final Crisis, en donde se supone que Batman muere a manos de Darkseid. En la serie de 2009, Batman: Battle for the Cowl, Dick Grayson se convierte en el nuevo Batman, mientras que Damian Wayne (hijo de Bruce) asume el papel de Robin. En junio de 2009, se contrató a Judd Winick para escribir Batman, y Grant Morrison obtuvo su propia serie titulada Batman and Robin.
En 2010, Wayne viajó a través de la historia en la serie Batman: The Return of Bruce Wayne, hasta regresar a la época contemporánea. Tras su regreso, reclamó de nuevo su oficio como Batman, aunque le permitió a Grayson seguir ocupando su lugar como el Caballero Oscuro por un tiempo. En este período, se ocupó de llevar a cabo sus acciones contra el crimen a un nivel más globalizado, el cual es el eje de Batman Inc. DC Comics anunció luego que Grayson sería el protagonista de los títulos Batman, Detective Comics y Batman and Robin, mientras que Wayne ocuparía el papel de Batman en Batman Incorporated. Además de este último, Wayne aparece también en Batman: The Dark Knight. En 2011, debutó la nueva línea The New 52 en donde DC Comics reinició varias de sus franquicias de historietas; en cuanto a Batman, la mayoría de la cronología y de su historia ha sido preservada sin modificaciones importantes, a no ser de que Wayne es desde entonces el único Batman oficialmente reconocido por la editorial. A mediados de 2016, durante el denominado DC Rebirth, DC Comics relanzó todos sus títulos publicados hasta el momento. La editorial reinició la serie Batman cuyo primer ejemplar de un solo capítulo comenzó a distribuirse a partir de junio del mismo año. En esta edición colaboraron el escritor Tom King y los ilustradores David Finch y Mikel Janín. Los cambios supusieron también el reinicio en la numeración de las historietas publicadas hasta el momento.

### Los nuevos 52
En septiembre de 2011, la línea completa de historietas de superhéroes de DC Comics, incluida su franquicia Batman, fue cancelada y relanzada con nuevos números desde el #1 como parte del nuevo reinicio titulado Los nuevos 52. Bruce Wayne es el único personaje que se identifica como Batman y aparece en Batman, Detective Comics, Batman y Robin, y Batman: The Dark Knight. Dick Grayson vuelve al manto de Nightwing y aparece en su propia serie en curso. Mientras que muchos personajes tienen sus historias significativamente alteradas para atraer a nuevos lectores, la historia de Batman permanece casi intacta. Batman Incorporated fue relanzado en 2012-2013 para completar la historia de "Leviatan".
Desde el comienzo de la nueva 52, Scott Snyder ha sido el escritor de la insignia del título Batman. Su primer arco importante fue "Night of the Owls", donde Batman se enfrenta a la Corte de los búhos, una sociedad secreta que ha controlado Gótica durante siglos. El segundo arco de la historia fue "Muerte de la familia" (2012), donde el Joker regresa a Gótica y simultáneamente ataca a cada miembro de la familia Batman. El tercer arco de la historia fue "Batman: Zero Year", que redefinió el origen de Batman en The New 52. Siguió Batman # 0, publicado en junio de 2012, que exploró los primeros años del personaje. El argumento final antes del evento Convergencia (2015) fue Batman: Endgame, que representa la supuesta batalla final entre Batman y el Joker cuando desata el mortal virus "Endgame" en Ciudad Gótica. La historia termina con Batman y la supuesta muerte del Joker.
Comenzando con Batman vol. 2, #41, el Comisionado James Gordon se hace cargo del manto de Bruce como un nuevo, sancionado por el estado, el mecha-Batman, debutando en la Divergencia cómica especial del Día Libre del Cómic. Sin embargo, se revela que Bruce Wayne está vivo, aunque ahora sufren amnesia casi total de su vida como Batman y solo recuerda su vida como Bruce Wayne a través de lo que ha aprendido de Alfred. Bruce Wayne encuentra felicidad y propone a su novia, Julie, pero el Sr. Bloom daña gravemente a Jim Gordon y toma el control de Gótica, luego amenaza con destruir la ciudad al energizar un reactor de partículas creando una "estrella extraña" para tragar la ciudad. Bruce Wayne descubre la verdad de que él era Batman y después de hablar con un extraño que sonríe mucho (está fuertemente implícito que este es el Joker amnésico) obliga a Alfred a implantar sus recuerdos como Batman, pero a costa de sus recuerdos como el Renacido Bruce Wayne. Él regresa y ayuda a Jim Gordon a derrotar al Sr. Bloom y a cerrar el reactor. Gordon consigue su trabajo como el comisionado.
En 2015, DC Comics lanzó The Dark Knight III: La carrera maestra, la secuela de Frank Miller de The Dark Knight Returns y The Dark Knight Strikes Again.

### DC Renacimiento
En junio de 2016, el evento DC Rebirth relanzó la línea completa de cómics de DC Comics. Batman fue reiniciado y comenzó a distribuirse dos veces al mes, comenzando con Batman vol. 3, #1 (junio de 2016). La serie fue escrita por Tom King, y las ilustraciones fueron proporcionadas por David Finch y Mikel Janín. La serie Batman presentó dos vigilantes, Gotham y Gotham Girl. Detective Comics reanudó su sistema de numeración original a partir de junio de 2016 # 934, y el nuevo 52 volumen 2 de la serie se añadió en el volumen 1. El escritor James Tynion IV y los artistas Eddy Barrows y Álvaro Martínez trabajaron en Detective Comics #934, y la serie inicialmente contó con un equipo formado por Tim Drake, Stephanie Brown, Cassandra Cain y Clayface, liderados por Batman y Batwoman.

## Biografía del personaje y cronología
La recopilación de los sucesos que integran la vida del personaje ha sido objeto de varias revisiones y cambios constantes. Los investigadores William Uricchio y Roberta E. Pearson concluyeron: «A diferencia de otros personajes, Batman no está ubicado en un período determinado, sino que ha prevalecido como ícono en una gran variedad de textos durante más de cinco décadas». Para determinar las sucesivas relaciones del héroe, los escritores han tomado la historia y origen de Batman como «ejes principales»: cuando Bruce era un niño pequeño de solo ocho años, quedó sumamente traumatizado tras presenciar la muerte de sus padres —el doctor Thomas Wayne y su esposa Martha— perpetrada por el delincuente Joe Chill durante un asalto mal terminado cuando los Wayne se opusieron al robo de sus pertenencias. La impresión lo condujo a tomar la decisión de convertirse en el «hombre murciélago» y combatir el delito en su ciudad. En Batman Confidential número catorce, se menciona que el asesinato aconteció un 26 de junio, fecha que Bruce anualmente conmemora visitando la «escena del crimen».
Aunque han surgido numerosos relatos derivados, algunos editores han intentado establecer vínculos entre los principales acontecimientos, con el fin de relacionarlos de manera consistente en el tiempo.

### La inspiración del murciélago

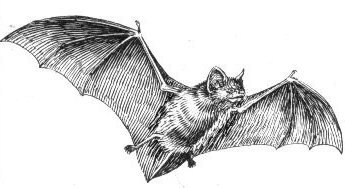
Bruce Wayne se inspiró en un murciélago para convertirse en Batman.

Inicialmente, Batman apareció como un solitario combatiente del crimen. Su origen empezó a ser explorado a partir de Detective Comics número 33. Bruce Wayne es hijo del Dr. Thomas Wayne y su esposa Martha, dos empresarios exitosos y reconocidos en la sociedad de Gotham City. Su infancia transcurre en medio de privilegios y riquezas, predominantes durante su estancia en la mansión familiar. A los ocho años, cuando salían de una función de cine, sus padres son víctimas de un asalto en el que pierden la vida, asesinados por el delincuente Joe Chill; Bruce abrumado por un fuerte sentimiento de culpa, promete que hará todo lo posible por hacer de su ciudad un lugar más seguro, combatiendo el delito en cualquiera de sus formas. Con el afán de cumplir su sentencia, se somete a un riguroso entrenamiento físico y mental —aunque luego se percata de la necesidad de una identidad secreta, ya que según Wayne: «Los criminales son supersticiosos y cobardes, por lo que mis habilidades tienen que aprovechar sus temores para intimidarlos. Debo ser una criatura nocturna, oscura e impactante [...]»—. En ese mismo relato, la intromisión repentina de un murciélago que entra a través de la ventana de su cubículo influye en su idea de convertirse en el nuevo héroe: Batman.
Debido a su repentina aparición como el «vengador de la noche», la policía de Gotham City piensa que se trata de un nuevo delincuente, por lo que comienza a perseguirlo en sus primeras aventuras. Además, Batman comienza su primera relación romántica con Julie Madison, conociendo también a Robin (un acróbata de circo huérfano cuya identidad secreta es Dick Grayson) y afiliándose a la Liga de la Justicia. En los siguientes ejemplares Batman tiene que demostrar su apego a las leyes y apoyo a la justicia, para convencer al departamento de policía de su verdadero propósito: combatir la delincuencia. Poco después, la policía lo nombra miembro honorario del departamento. En este mismo período el mayordomo Alfred Pennyworth llega a la mansión de los Wayne y, tras descubrir las verdaderas identidades de sus amos, acepta su nuevo trabajo. Si bien, ciertamente se añade luego en el canon oficial que Alfred cuidó del joven Bruce al quedar este desamparado tras la muerte de sus padres, por lo que, en la cronología contemporánea, se considera que este personaje ha tenido un importante papel en la protección y cuidado de Bruce desde su infancia.

### Versión paralela y prototipos
En 1956 comenzó una nueva etapa editorial para DC Comics y, como consecuencia, sus editores se orientaron a la renovación de los personajes e historietas existentes hasta ese momento, a los cuales planeaban ubicar en un contexto más contemporáneo. Así, Flash se convirtió en el primer superhéroe en ser actualizado, adoptando la nueva identidad de Barry Allen. Sin embargo, y aun después de adoptar un tono menos oscuro, Batman no pasó por cambios significativos. A inicios de los años 1960, se comenzaron a añadir los elementos característicos de la ciencia ficción en Batman y Detective Comics —en el número 327 de este último, se muestra una mayor evidencia de lo anterior—, resultando en la creación de Batman de Tierra-2, sobre la base de la perspectiva de «versión paralela» en un «universo alternativo» al del Batman original. La versión consiguió ampliarse a algunos personajes más (Catwoman y Helena Wayne), quienes adoptaron una nueva concepción. La Cazadora (identidad secreta de Helena) se convirtió en la nueva guardián de Gotham City, uniéndose al Robin de Tierra-2, después de que Batman decidiera retirarse de su oficio como héroe para trabajar como oficial del departamento de policía. Los investigadores concluyeron en que las dos versiones refieren a dos personajes diferentes ubicados en relatos completamente distintos. Aun con esta resolución, algunos editores han ignorado —consciente o inconscientemente— las diferencias existentes entre ambas versiones.
Algunos de los nuevos elementos que empezaron a mencionarse como parte del canon fueron el encuentro de Batman con un Superman del futuro, la protección de Bruce por su tío Philip Wayne durante su orfandad (Batman número 208, enero de 1969) y la manifestación de sus ancestros como los prototipos originales de Batman y Robin. El editor Paul Levitz se ocupó de incluir los anteriores detalles, vinculándolos con la versión paralela, en la serie The Untold Legend of the Batman publicada en 1980.

### La llegada de Ra's al Ghul
En World's Finest Comics Batman se une a Superman y otros héroes de DC para resolver en equipo diversas intrigas delictivas. En los años 1960, se convirtió en uno de los miembros fundadores de la Liga de la Justicia (The Brave and the Bold número 28), al mismo tiempo que Dick Grayson asiste a la universidad. Durante este período, los editores realizaron una revisión de las historietas del personaje con el objetivo de continuar la cronología descrita hasta entonces. Para finales de la década, Bruce se mudó a un ático, ubicado detrás de Industrias Wayne (en pleno centro comercial y financiero de la ciudad), buscando residir más cerca de los crímenes. Robin y Batgirl dejaron de aliarse con él, figurando nuevas aventuras con una mayor descripción violenta gracias a la introducción del villano Ra's al Ghul. También, en el aspecto contrario, sobresale la aparición de Nightwing, la nueva identidad de Grayson, el anterior Robin.
En las décadas de los 1970 y 1980 la serie The Brave and the Bold se convirtió en una versión derivada de Batman, por lo que el protagonista se unió con un superhéroe diferente en cada ejemplar mensual que se publicaba. En 1983 la Liga de la Justicia se disolvió para ser sustituida por la nueva asociación The Outsiders (Los Marginales) encabezada por Batman hasta 1986, año en que la revista Batman and the Outsiders, después de 32 ejemplares publicados, cambió de nombre a solamente The Outsiders.

### Renovación de datos
Al concluir la publicación de Crisis on Infinite Earths, los orígenes de Batman y algunos personajes se modificaron una vez más. DC consideró la actualización de Batman, algo que no había ocurrido en su momento durante la «Edad de Plata de los cómics» por lo que Frank Miller se encargó de una nueva edición sobre el origen del personaje, intentando brindar una imagen más «valerosa y venerable», la cual se publicó en el volumen Batman: año uno (Batman números 404-407). Aunque la versión alternativa (Batman de Tierra-2) y los relatos de Levitz se eliminaron de la historia, muchas de las historias de la era de la «Edad de Plata de los cómics» y de Batman: año uno siguieron de forma canónica después de la era de Crisis on Infinite Earths, sin alterar significativamente el relato sobre los orígenes del personaje. Contrariamente, prevaleció la descripción de un departamento policiaco corrupto, mientras que detalles como el pasado de Jason Todd (que empezó a ser descrito como un hijo huérfano de un insignificante ladrón), la desaparición de Philip Wayne (sustituido por Alfred como el responsable de cuidar a Bruce tras su orfandad) y la pertenencia de Batman a la Liga de la Justicia sufrieron cambios notables durante esta nueva etapa. En 1989, DC lanzó la nueva serie basada en el origen de Batman Legends of the Dark Knight, la cual fue seguida de miniseries y cuentos cortos inspirados en la edición año uno.

### La caída del héroe
Influido directamente por el asesinato de su segundo pupilo: Jason Todd, provocado por The Joker (Batman: Una muerte en la familia, 1988), Batman retoma su personalidad de «vengador despiadado» (Batman número 429) y comienza a trabajar solo —hasta que Tim Drake se convierte en el nuevo Robin en la saga "Un lugar solitario para morir"—. En 2005 los guionistas resucitaron el personaje de Jason Todd para enfrentarse a su mentor.
Los años 1990 se caracterizaron por la introducción de Batman en diversos crossovers de DC; en 1993 (mismo año en que se publicó La muerte de Superman) apareció Batman: KnightFall, relato en el que Bane hiere gravemente al héroe obligándolo a un retiro temporal. Azrael es entonces designado como el nuevo «guardián de Gotham City» mientras Bruce se recupera de sus heridas. La siguiente edición, KnightsEnd, retoma las aventuras de Azrael en su calidad de protector para referirlo como un héroe injusto e indigno para la sociedad. Por ello, Bruce se enfrenta a él y deja que Dick Grayson (en ese momento Nightwing) asuma el nuevo papel de Batman, mientras Wayne entrena para recuperarse. En 1994, Hora Cero: Crisis en el tiempo creó una nueva interpretación de Batman al describirlo más como «leyenda urbana» que como un «héroe real», introduciendo además a Joe Chill (el asesino de los padres de Bruce, quien había desaparecido del canon) nuevamente en el contexto.

### Terremoto en Gotham City
En 1996 reapareció la Liga de la Justicia y sus aventuras se retomaron en la serie JLA de Grant Morrison. En la mayoría de los casos, Batman asumía un papel indispensable en las victorias del equipo. Sin embargo, el grupo vuelve a disolverse después de suscitarse una gran devastación en Gotham City a causa de un terremoto de gran magnitud (Batman Cataclysm, 1998). En No Man's Land, de 1999, debido a la proliferación de alianzas criminales que intentan apoderarse del terreno devastado, Batman se ocupa de «limpiar» la ciudad sin la ayuda de muchos de sus recursos tecnológicos. Al final del tomo, Lex Luthor empieza la reconstrucción de Gotham City y culpa a Bruce del asesinato de Vesper Fairchilde, amante de Lex —aunque Batman logra salir airoso de dichas acusaciones— (Bruce Wayne: Murderer? y Bruce Wayne: Fugitive). Por otro lado pierde a un importante aliado, su guardaespaldas Sasha Bordeaux, quien es reclutada por la agencia de espionaje Jaque Mate mientras se halla en prisión por oponerse a inculpar a Bruce por los asesinatos anteriormente mencionados. Finalmente, logra vengarse de Lex (a quien no pudo relacionar con la muerte de Vesper, su amante) junto a Talia al Ghul en Superman/Batman números 1-6, ocasionando que pierda la oportunidad de convertirse en Presidente de los Estados Unidos así como su quiebra corporativa.

### El renacer de Batman
En Crisis de Identidad (serie limitada de 2004) un miembro de la Liga de la Justicia, Zatanna, modificó la memoria de Batman para impedirle que detuviera a la Liga en su labor de lobotomizar a Dr. Light después de haber violado a Sue Dibney. Esto lleva a Batman a una verdadera crisis de identidad en la que el héroe sospecha de la comunidad universal de superhéroes. Sin concebirlo como un plan siniestro, crea el satélite Brother I para supervisar las funciones de los diversos héroes y, en caso de que fuera necesario, matarlos. El satélite pasa luego a manos de Maxwell Lord, quien asesina al superhéroe Blue Beetle, evitando que este pueda informar a la Liga de la Justicia de la existencia del objeto. La revelación de su existencia y su vínculo directo con el asesinato de Blue Beetle se da en la miniserie Crisis Infinita (2005). En el número 7 de esta última, Alexander Luthor Jr. menciona que el asesino de los padres de Bruce había sido capturado, contradiciendo los relatos de Hora Cero: Crisis en el tiempo.
En los siguientes ejemplares, Batman recupera su identidad y destruye el satélite junto a un equipo de superhéroes. Debido a que Lex Luthor Jr. hiere mortalmente a Nightwing, el héroe decide usar un arma de fuego contra el villano pero, a última hora, la Mujer Maravilla lo convence de no apretar el gatillo. Tras la conclusión de Crisis Infinita, Batman retorna después de un año de ausencia a la recién reconstruida Gotham City, donde se encuentra esperándolo Robin para unirse nuevamente a él y combatir el crimen. Durante su ausencia, se sometió a un intenso ritual de meditación en Nanda Parbat, una ciudad ficticia que se halla oculta entre las montañas del Tíbet y que es conocida por sus poderes curativos divinos, para luchar eficientemente contra sus «demonios internos». Como resultado, se convierte en un combatiente del crimen más eficaz al atacar directamente los temores mentales que le acechaban constantemente. Al final de Batman: Face the Face, el hombre murciélago adopta a Tim Drake como su primer hijo, pues su segundo hijo nace a partir de su relación amorosa con Talia Al Ghul —su nombre es Damian (Batman and Son)—. Junto a la Mujer Maravilla, Batman constituye nuevamente a la Liga de la Justicia en la serie Justice League of America, y se une al mismo tiempo a la asociación de The Outsiders (Los Marginales).

### La nueva identidad
En la edición de Grant Morrison, Batman R.I.P., Batman es torturado física y mentalmente por la enigmática organización Black Glove. Al respecto, la prensa creó una considerable cobertura para lo que habría de concluir con la muerte de Bruce Wayne. Sin embargo, la intención original no era que Batman muriera en esa edición, sino que la trama continuara con Final Crisis en donde sí ocurriría el deceso. Así, apareció un relato de dos ediciones denominado Last Rites, en el que Batman sobrevive al choque de su helicóptero en el río de Gotham City y regresa a su Batcave. Poco después, es convocado al Salón de la Justicia por la Liga de la Justicia para ayudarlos a investigar la muerte de Orión. Lo anterior conduce finalmente a los eventos de Final Crisis, donde Batman es secuestrado por la Abuela Bondad. Tras ser torturado por los secuaces de Darkseid, en un intento por separar sus rasgos de personalidad y trasplantarlos a cuerpos clonados, el plan de Darkseid falla (los clones se matan a sí mismos, debido a que el sentido de la justicia de Batman les impide servir a Darkseid). Al final de Last Rites, se revela que Batman conserva la bala que se usó para matar a Orión.
De acuerdo con Final Crisis número seis, Batman muere aparentemente al enfrentarse a Darkseid. Previo a este suceso, el primero anuncia que habría de quebrantar su política consistente en no usar armas de fuego para vencer a Darkseid. Así, le dispara a Darkseid en el pecho con una bala hecha de Radion (la misma bala usada para matar a Orión). No obstante, al mismo tiempo el villano desata su Sanción Omega —también conocida como «la muerte que es vida»— sobre Batman. Aunque este ataque no «mata» a su víctima, envía a su conciencia hacia mundos paralelos. Por ello, aun cuando el cadáver de Batman sugiere su muerte, al final del relato se revela que ha sido enviado a un pasado distante para observar la muerte de Anthro, un cro-magnon. En la miniserie Battle for the Cowl los principales allegados a Wayne compiten por asumir el papel de Batman. Al final, Grayson acepta de mala gana sustituir a Wayne como el nuevo guardián de Gotham City. Mientras tanto, Tim Drake asume la identidad de Red Robin, para buscar a Bruce Wayne, quien cree que todavía está vivo.
Por otra parte, en Blackest Night, el villano Black Hand es visto desenterrando el cuerpo de Bruce Wayne, para robar su cráneo y llevarlo a la corporación Black Lantern. Deadman, cuyo cuerpo se ha convertido en un Black Lantern, se apresura a ayudar al nuevo Batman y a Robin, junto con Red Robin, contra los villanos de Gotham City que han regresado como Black Lanterns, así como para enfrentarse contra los miembros de su propia familia que fueron resucitados. El cráneo fue reanimado poco después como un Black Lantern, y se diseñó un cuerpo para él, en un proceso controlado directamente por Nekron, líder de Black Hand, para que este se enfrente a la Liga de la Justicia y los Titanes. Una vez que la versión Black Lantern de Batman crea varios anillos de poder oscuro para asesinar a la mayoría de los miembros de la Liga, el cráneo volvió a la normalidad. Nekron explicó que este había cumplido su propósito como un «lazo emocional». Además, el villano se refiere en la historia a dicho cráneo como «Bruce Wayne», aun cuando sabe que el cuerpo no es el del verdadero Batman.
En el tercer ejemplar de Batman and Robin, «Blackest Knight», se revela que el cuerpo que aparece al final de Final Crisis n.º 6 era en realidad un clon creado por Darkseid, en un intento fallido por reunir un ejército de hombres murciélago. Debido a esto, el cráneo que utilizó Black Lantern, y que fue reanimado por Nekron, se trata realmente de uno falso. Dick Grayson, pensando que era el cuerpo verdadero de Bruce Wayne, intenta resucitarlo solo para encontrarse con un combatiente violento e inconsciente de sus acciones. Fue entonces cuando se percató de que ese no era el verdadero cuerpo. La historia de Morrison continúa con la miniserie Batman: The Return of Bruce Wayne (2010), en la cual Bruce viaja a través del tiempo desde la era prehistórica hasta la época contemporánea de Gotham City. Después, salió la serie Bruce Wayne: The Road Home, en donde Bruce se adapta a una nueva identidad, conocida como Question, y comprueba que Gotham City está bien protegida con los nuevos Batman y Robin. Ayuda a estos a resolver misterios, y también a Red Robin, Batgirl, y otros. Debido a que Darkseid fue quien lo envió a esa época para usarlo a manera de arma apocalíptica, los aliados de Bruce deben detenerlo. Gracias al apoyo de sus compañeros, Batman logra ponerle fin al oscuro propósito de Darkseid y regresa a la época contemporánea.
Tras su retorno, asume nuevamente el papel de Caballero Oscuro, permitiéndole a Dick y a Damian continuar con su labor como el Dúo Dinámico de Gotham City (Batman, Inc.). En los ejemplares más recientes, se revela que Batman desea formar un ejército de héroes que le ayudarán a enfrentarse al mal en cada país del mundo. Para ello, Bruce anuncia públicamente que Wayne Enterprises financia a Batman en dicha misión, conocida como «Batman, Incorporated». Asimismo, Batman protagoniza la nueva serie Batman: The Dark Knight, escrita por David Finch, donde el héroe debe investigar la desaparición de su amigo Dawn Golden en un contexto de magia y misticismo.

## Identidad secreta

### Batman
Los rasgos principales de Batman se resumen en «destreza física, habilidades deductivas y obsesión». La mayor parte de las características básicas de los cómics han variado por las diferentes interpretaciones que le han dado al personaje. Esto es ejemplificado en la percepción de Dennis O'Neil, donde señala lo siguiente: «Julie Schwartz creó su propio Batman en las dos series de DC Comics [Batman y Detective Comics], mientras que Murray Boltinoff hizo su versión personal para The Brave and the Bold. Aparte de la vestimenta, las dos versiones tenían muy pocas semejanzas entre sí; Schwartz y Boltinoff nunca coordinaron sus trabajos —ni pretendían hacerlo en ningún momento—. Simple y sencillamente, la continuidad no era algo importante en ese entonces».
Un elemento principal que define a Batman como personaje es su origen. Bob Kane dijo que tanto él como Bill Finger discutieron sobre los antecedentes del superhéroe, concluyendo finalmente: «No hay nada más traumático que ver cómo tus padres mueren delante de tus ojos». Esta experiencia condujo a Bruce a convertirse en Batman, bajo la promesa de vengar la muerte de sus padres. Algunos coinciden en que, aun con la aparición de nuevas tramas con cierta complejidad narrativa, «sus orígenes han mantenido unidas a todas las expresiones divergentes», en referencia a cada una de las diferentes interpretaciones y apariciones que ha tenido el personaje desde su creación. Asimismo, este concepto es la fuente de varios rasgos y atributos característicos de Batman, las cuales se manifiestan en las diversas aventuras del mismo.
Generalmente, Batman es referido como el «vigilante de Gotham City» en sus historias. Frank Miller lo concibe como una «figura dionisíaca» así como «una especie de fuerza anárquica, encargada de imponer el orden y la justicia por su propia cuenta». Su vestimenta de murciélago conserva su esencia «oscura y siniestra», la cual es de vital importancia para intimidar a sus enemigos y, en última instancia, devolver la paz y el orden a la ciudad.

### Bruce Wayne

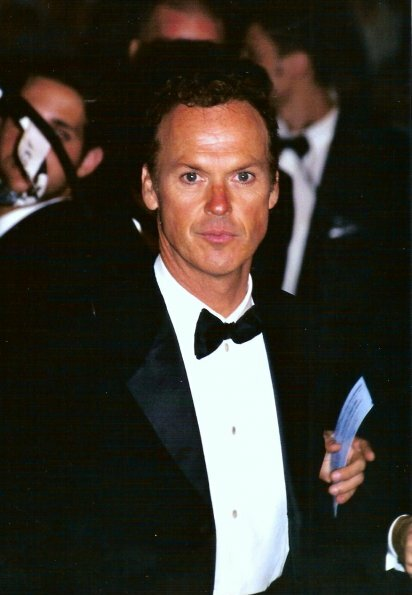
Bruce Wayne es la identidad secreta de Batman, cuya imagen de playboy filántropo, pero irresponsable y superficial debe ser lo suficientemente creíble para evitar cualquier sospecha de su vínculo con el superhéroe. En la foto Michael Keaton, quien interpretó a Wayne en el cine en 1989.

La identidad secreta de Batman es Bruce Wayne, un exitoso empresario que vive en Gotham City. No obstante, los mismos habitantes de la ciudad lo ven como un playboy irresponsable y superficial que vive de la fortuna personal de su familia (acumulada a partir de las inversiones realizadas en inmuebles de Gotham justo antes de que la ciudad se convirtiera en una gran metrópolis) y de las ganancias de Industrias Wayne, una firma tecnológica privada que heredó. A pesar de esto, Wayne es conocido también por sus contribuciones caritativas, especialmente por medio de su fundación. La razón por la cual Bruce creó una imagen de playboy es para evitar sospechas sobre su verdadera identidad, a veces comportándose de forma torpe y egocéntrica.
Los escritores de los relatos de Batman y Superman usualmente comparan a ambos personajes dentro del contexto de varias historias, para finalmente llegar a conclusiones distintas. Al igual que Superman, la consistencia de las identidades duales de Batman varía con el tiempo. En historias más recientes, se ha intentado hacer de Bruce Wayne la fachada, siendo entonces Batman la verdadera representación de su personalidad (en contrapunto al Superman contemporáneo, donde Clark Kent es la personalidad real, y Superman solo es el disfraz).
En el documental de televisión Batman Unmasked, cuyo contenido aborda la psicología del personaje, el profesor asociado de psicología social en la Universidad de California en Los Ángeles, así como científico en la RAND, Benjamin Karney, percibe que la personalidad de Batman es guiada por la humanidad inherente de Bruce Wayne; en sus propias palabras: «Batman, por todos los beneficios que implica y el tiempo que Bruce Wayne le dedica, es finalmente una herramienta para los esfuerzos de Bruce Wayne de hacer del planeta un lugar mejor».
Tal como se observa en el libro de Will Brooker, Batman Unmasked: «La identidad de Batman ciertamente se conecta con las audiencias juveniles [...] no tiene que ser Bruce Wayne; sólo necesita el traje y los gadgets, las habilidades, y principalmente la humanidad y moralidad. Así, sólo existe un concepto sobre él: «Ellos confían en su persona [...] y nunca se equivocan».

### Otros
Tras la aparente muerte de Wayne, Dick Grayson se ha convertido en el nuevo Batman. Esta es la segunda ocasión en que sustituye a Bruce, ante su ausencia. Curiosamente, en ambas, aceptó asumir dicha identidad de mala gana. En una entrevista con IGN, Morrison detalla que, a partir de Grayson como Batman y Damian Wayne como Robin, se dará paso a una «forma reversiva» de la dinámica natural existente entre Batman y Robin, teniendo entonces a «un Batman más alegre y espontáneo, y a un Robin más ceñudo y combativo». Sabiendo esto, explica sus intenciones para la nueva concepción de Batman: «Dick Grayson es similar a este superhéroe consumado. El joven ha sido compañero de Batman desde que era un niño, ha formado parte de Los Jóvenes Titanes y entrenado con todos los personajes que forman parte del Universo DC. Por lo tanto, es un nuevo Batman muy diferente al original. De hecho, es mucho más sencillo; está mucho más suelto y más relajado».
Otros que han asumido el papel del Caballero Oscuro son Azrael, tras los eventos de la serie Knightfall; el comisionado James Gordon, que utilizó un traje robótico después de los acontecimientos de Batman: Endgame; y otros personajes en universos alternativos.

## Habilidades

### Habilidades y entrenamiento
A diferencia de muchos otros superhéroes, Batman no posee superpoderes, por lo que hace uso de «sus conocimientos científicos, habilidades detectivescas y una gran destreza física». así como tampoco utiliza armas de fuego, ya que manifiesta un rechazo a las mismas debido al asesinato de sus padres perpetrado con un arma de fuego. En las historias es considerado como uno de los mejores detectives del planeta. Sin embargo posee solo una regla, razón por la cual es conocido y temido por los criminales de la ciudad: Batman no mata, pero si sabe hacer daño, ya que se vale de cualquier método para atrapar a los criminales u obtener la información que necesita de ellos, incluyendo a veces la intimidación y la tortura física. En la primera historia de Grant Morrison dentro de la serie JLA (abreviatura de Justice League of America, conocida como la «Liga de la Justicia», y título de un libro de historietas publicado por DC entre 1997 y 2006), Superman describe al hombre murciélago como «el hombre más peligroso en la Tierra», que es capaz de vencer solo a un equipo de alienígenas superpoderosos para rescatar a sus compañeros aprisionados. Además, es catalogado como un maestro del disfraz así como de la prestidigitación, debido a que en ciertas ocasiones suele reunir información confidencial bajo la identidad del gánster Matches Malone.

### Tecnología

#### Vestimenta
La vestimenta de Batman incorpora la imaginería de un murciélago para asustar a los criminales. Sus rasgos cambian con frecuencia a través de los relatos y medios en los que el personaje es introducido, aunque los elementos más característicos permanecen constantes: una capa festoneada, una máscara que cubre la mayor parte del rostro y que tiene un par de orejas en forma de murciélago, el emblema de este animal estilizado sobre el pecho, y el cinturón multiusos. Típicamente, la combinación de colores del vestuario es azul con gris, la cual surgió debido a la manera en que se ilustra un libro de historietas. Originalmente, Finger y Kane concibieron a Batman solamente con una capa, una máscara de color negro y un traje gris, sin embargo se optó, por cuestiones de convencionalismo en el uso de los colores, por implementar una combinación de azul con negro. Esto ha sido considerado por Larry Ford, en su obra Place, Power, Situation, and Spectacle: A Geography of Film, como una reversión del simbolismo convencional en torno a los códigos de los colores, aspecto que asocia a los «chicos malos» con los colores oscuros. Los guantes de Batman muestran tres festones que sobresalen de largos manguitos similares a guanteletes, aunque al principio eran guantes cortos y llanos sin los mencionados festones. Una elipse amarilla alrededor del logo de murciélago en el pecho del personaje se añadió en 1964, convirtiéndose desde entonces en su símbolo tradicional, equiparable al ideograma amarillo y rojo de la letra «S» usado por Superman. La apariencia general del personaje, en especial la longitud de sus orejas y de la capa, varía enormemente dependiendo del artista involucrado; Dennis O'Neil comentó sobre ello: «Podemos decir que si Batman tiene doscientos trajes guardados en la Batcave, estos no tienen que lucir exactamente igual [...] Todos adoran dibujar a Batman, de la misma forma en que todos quieren ponerle su propio toque personal».

#### Batmobile

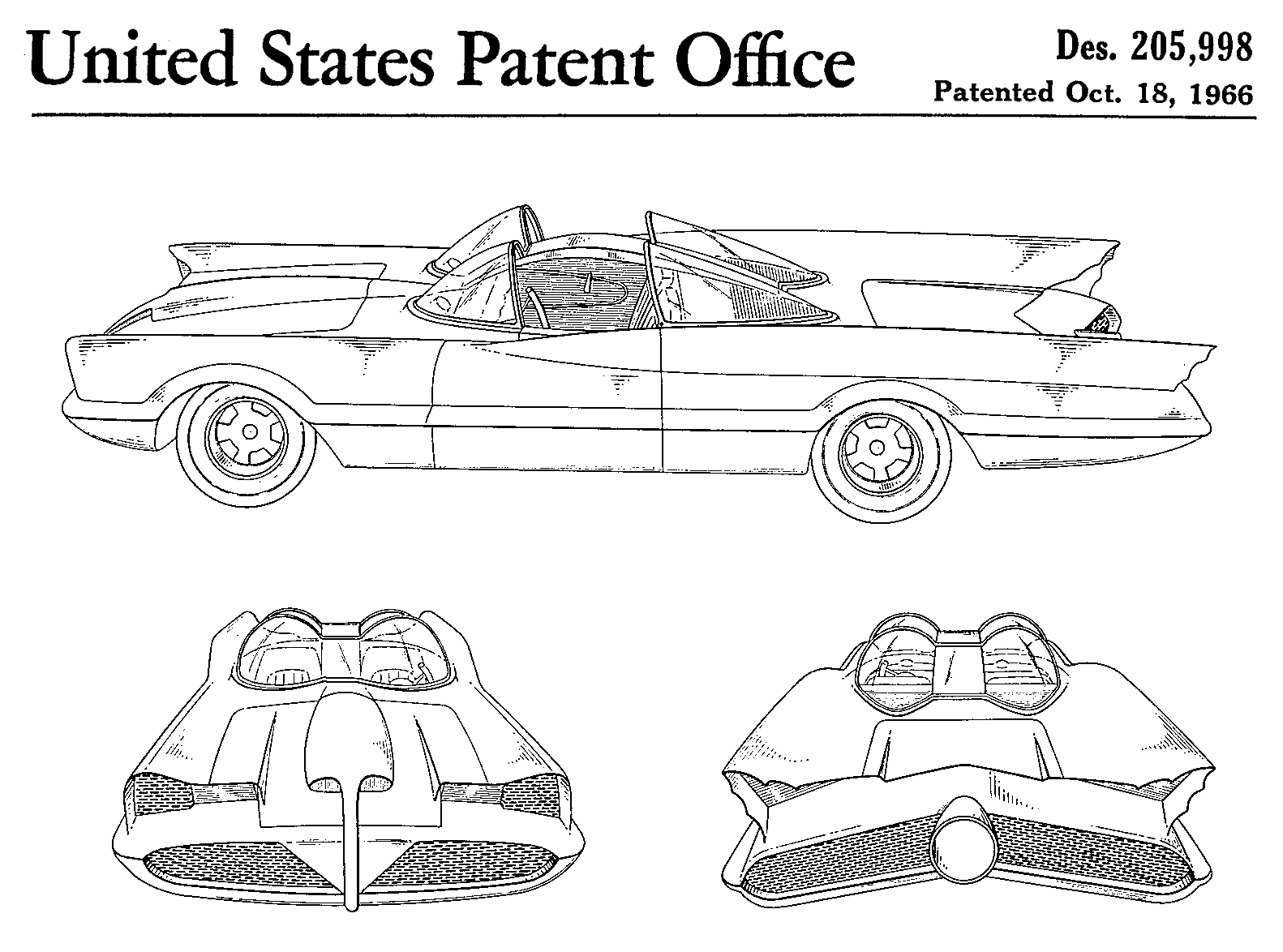
George Barris construyó el Batmóvil que aparece en la serie de televisión de 1966 basándose en el prototipo conceptual «Lincoln Futura». En la imagen, los diseños de patente del Batmobile construido a partir del prototipo.

El vehículo principal de Batman es el Batmobile, que generalmente se representa como un imponente automóvil negro, a menudo con aletas traseras que sugieren las alas de un murciélago. Batman también tiene un avión llamado Batplane (más tarde llamado "Batwing"), junto con varios otros medios de transporte. En la práctica adecuada, el prefijo "murciélago" (como en Batmóvil o batarang) rara vez lo usa el propio Batman cuando se refiere a su equipo, particularmente después de algunas representaciones (principalmente el programa de televisión de acción en vivo Batman de los años 60 y la serie animada Súper amigos). La práctica de las proporciones campy. Por ejemplo, el programa de televisión de la década de 1960 representaba un Batboat, Bat-Sub y Batcycle, entre otros vehículos con temática de murciélagos. La serie de televisión de los años sesenta, Batman tiene un arsenal que incluye nombres de "murciélagos" como la computadora del murciélago, el escáner del murciélago, el radar del murciélago, los puños del murciélago, los pontones de murciélago, el dispensador de agua potable para murciélagos, la cámara con murciélago polarizado-filtro, repelente de murciélagos, aerosol de murciélago y cuerda de murciélago. La historia "Una muerte en la familia" sugiere que, dada la naturaleza sombría de Batman, es poco probable que haya adoptado el prefijo "murciélago" por su cuenta. En The Dark Knight Returns, Batman le dice a Carrie Kelley que el Robin original se le ocurrió el nombre de "Batmobile" cuando era joven, ya que eso es lo que un niño llamaría el vehículo de Batman. toda su línea de historietas, al Batmóvil se le da una armadura más pesada y una nueva estética.

#### Equipamiento
Batman utiliza un vasto arsenal de gadgets para combatir el crimen, los cuales comparten la peculiaridad de poseer un diseño inspirado en un murciélago. El investigador Les Daniels acreditó a Gardner Fox como el responsable de haber conceptualizado el arsenal de Batman a partir de la incorporación del cinturón multiusos en Detective Comics n.º 29 (julio de 1939) así como el Batarang y el Batgyro (Detective Comics n.° 31 y 32, septiembre y octubre de 1939), estas últimas dos catalogadas como las primeras armas con diseño en forma de murciélago. El vehículo principal del personaje es el Batmobile, el cual es descrito como un imponente automóvil negro con aletas dorsales que asemejan a las alas de un quiróptero. Otros medios de transporte conocidos son un jet, una lancha, un helicóptero y una motocicleta.
El prefijo «bat» (término que en español significa «murciélago») raramente es usado por Batman para referirse a su equipamiento; hasta la aparición de la serie televisiva de los años 1960 y a las producciones animadas de Hanna-Barbera como los Súper Amigos en donde se dio paso a un nuevo contexto «camp» (humor del absurdo). En tal contexto humorístico, fue recurrente que cada objeto utilizado por Batman llevara el prefijo bat, como por ejemplo la Bat-computer, el Bat-scanner, Bat-radar, la Bat-camera, el Bat-rope, entre otros.
Batman conserva la mayor parte de sus gadgets en un cinturón multiusos. Con el paso del tiempo, se percibe que dicho cinturón contiene una variedad virtualmente ilimitada de herramientas útiles para la guerra contra la delincuencia en Gotham City. Algunas versiones distintas del cinturón poseen bolsas o cilindros unidos a su alrededor que albergan en su interior cada dispositivo. Lo que ha perdurado en todas las versiones es que este cinturón (de color amarillo) es el único objeto de color que viste el héroe.

#### Bati-señal
Cuando se necesita a Batman, la policía de Gotham City activa un reflector con una insignia en forma de murciélago sobre la lente llamada Bat-Signal, que brilla en el cielo nocturno, creando un símbolo de murciélago en una nube que se puede ver desde cualquier punto en Gotham; el origen de la señal varía, dependiendo de la continuidad y el medio.
En varias encarnaciones, especialmente en la serie de televisión Batman de la década de 1960, el comisionado Gordon también tiene una línea telefónica dedicada, llamada Bat-Phone, conectada a un teléfono rojo brillante (en la serie de televisión) que se encuentra en una base de madera y tiene una tapa transparente. La línea se conecta directamente a la residencia de Batman, Mansión Wayne, específicamente a un teléfono similar que se encuentra en el escritorio del estudio de Bruce Wayne y al teléfono de extensión en la Baticueva.

#### Batcave
El cuartel secreto de Batman es la Batcave, una serie de cuevas subterráneas ubicadas en la parte inferior de la mansión donde reside. Desde su cuartel, es capaz de vigilar la ciudad en cualquier momento, sirviéndole también para guardar sus vehículos y equipamiento. Además, funciona a manera de depósito para conservar sus recuerdos. Tanto en la historieta Batman: Shadow of the Bat (edición número 45) como en el filme de 2005, Batman Begins, se menciona que la batcueva forma parte del Ferrocarril subterráneo o ferrocarril de la libertad. Aun cuando algunos héroes y villanos han tenido la oportunidad de verla, casi ninguno de ellos sabe dónde se encuentra exactamente.

## Personajes secundarios
Las interacciones de Batman con los personajes que le rodean, tanto héroes como villanos, ayudan a definir al personaje.

### Aliados de Batman
El comisionado James Gordon, es uno de los aliados más importantes de Batman por su papel dentro del departamento policiaco de Gotham, debutó junto con el encapuchado en Detective Comics n.° 27, y mantuvo una presencia consistente desde entonces. Su relación se basa en el respeto mutuo y un compromiso compartido con la justicia en Ciudad Gótica. En Batman: Año Uno, Gordon y Batman aprenden a confiar el uno en el otro, lo que transforma sus esfuerzos contra el crimen en una asociación más efectiva.
A veces, Batman es visto como integrante de superequipos como la Liga de la Justicia y Los Marginales. Regularmente, se une con su compañero de la Liga de la Justicia, Superman, protagonizando con él las series World's Finest y Superman/Batman. En la continuidad previa a la historieta Crisis, ambos son referidos como amigos íntimos; no obstante, en la cronología contemporánea, mantienen una relación respetuosa y un tanto intranquila, a causa de sus diferentes concepciones del combate al crimen y de la justicia.
Otros personajes secundarios en el universo de Batman son Barbara Gordon, la Batgirl original, hija del comisionado Gordon que debido a una herida de bala producida por El Joker, usa una silla de ruedas y sirve a la comunidad de superhéroes como la hacker Oracle. Azrael, un presunto asesino que reemplaza a Bruce Wayne como Batman por un tiempo entre 1992 y 1993 en el comic Batman: Sword of Azrael, creado por Dennis O'Neil y Joe Quesada. Cassandra Cain, la hija de un asesino de ascedencia asisatica que se convierte en la nueva Batgirl, actualmente es conocida como Black Bat en el equipo de Batman Incorporated. Helena Bertinelli, la Cazadora, única sobreviviente de una familia de delincuentes que se convierte en vigilante de Gotham y ha trabajado con Batman en más de una ocasión. Stephanie Brown, hija del criminal Cluemaster que operó como Spoiler, temporalmente como Robin y actualmente como la más nueva Batgirl. Ace the Batisabueso, el compañero canino de Batman que debutó en Batman 92 (1955). Bat-Mite, una criatura extradimensional que idolatra a Batman que apareció por primera vez en el comic Detective Comics #267 (1959).

### Enemigos de Batman
Batman se enfrenta a una variedad de enemigos que van desde criminales comunes hasta supervillanos estrambóticos. Al principio, Batman luchaba principalmente contra gánsteres, pero los supervillanos disfrazados aparecieron rápidamente, formando una de las galerías de enemigos recurrentes más memorables en la historia de los cómics de superhéroes. De acuerdo con el tono del superheroe, los adversarios destacados generalmente carecen de superpoderes, al igual que el justiciero enmascarado. Sin embargo, no son menos peligrosos debido a la violencia y la psicopatía que los caracterizan.
Muchos de estos presentan aspectos contrarios a la personalidad y comportamientos del héroe, teniendo en común una serie de historias trágicas que los condujeron a la vida delictiva. El «enemigo más implacable» de Batman es El Joker, un criminal sociópata con apariencia física de payaso y que, como «personificación de lo irracional», representa «todo lo opuesto a Batman». 
Dos Caras muestra físicamente sus dos personalidades como dos caras de una misma moneda que también son Batman y Bruce Wayne. Ra's al Ghul, en la película de 2005 Batman Begins, está tan comprometido con el bien que está dispuesto a eliminar a todos los criminales, mientras que Batman solo piensa en detenerlos.  Además de estos coloridos personajes, Batman también tiene que lidiar con políticos corruptos.
Otros antagonistas recurrentes son: Catwoman, Hiedra Venenosa, El Pingüino, Bane, El Espantapájaros, Harley Quinn, Riddler, Mr. Freeze, Clayface, Mascara Negra, Victor Zsasz, Killer Croc, Deadshot, Luciérnaga entre muchos otros más. Muchos de los enemigos de Batman suelen ser pacientes psiquiátricos en el Asilo Arkham.
El personaje ha incursionado con éxito en diversos géneros, entre los que se encuentran la ciencia ficción y el terror sobrenatural, un ejemplo de esto último es la novela gráfica de 2005 Batman: condado de Gotham, de Steve Niles y Scott Hampton, versatilidad de la que no disfrutan la gran mayoría de los superhéroes; de este modo ha debido enfrentar a conocidos xenomorfos consagrados por el cine y la literatura, como son el Depredador, Alien, y al mismísimo Conde Drácula, con este último, en un memorable encuentro llamado Batman & Drácula: lluvia roja, una novela gráfica de 1991 de Doug Moench y Kelley Jones.

### Intereses románticos
Desde su creación, Batman ha tenido relaciones románticas con regularidad. Sus noviazgos suelen ser breves, ya que Batman, como Bruce Wayne, no se presenta como un personaje capaz de comprometerse seriamente. De hecho, las mujeres parecen más bien una posible distracción que impide al justiciero cumplir su misión. Batman, solo se preocupa por lo que puede ayudarle en su misión, y esto no puede incluir la presencia femenina ya que le podría distraer de su objetivo. Su primer interés amoroso fue Julie Madison, presentada en Detective Comics #31 (1939). Aunque estaba comprometida con Bruce Wayne, ella se fue debido a su personalidad distante y playboy, lo que es una fachada de la  la vida dual de Bruce Wayne.
Selina Kyle, también conocida como Catwoman o Gatúbela, es quizás la figura más notable en la historia romántica de Batman. Debutando en Batman #1 (1940), su relación se caracteriza por una mezcla de romance y rivalidad. A lo largo de los años, han compartido conexiones intensas, a menudo navegando por la delgada línea entre el amor y el conflicto. Su relación culminó en un compromiso durante la era del Renacimiento.Engendraría una hija con Catwoman llamada Helena en la realidad paralela de Tierra-2 que apareció por primera vez en All Star Comics Nº69 de diciembre de 1977 y en DC Super-Stars Nº17 bajo su alter ego Cazadora.
Talia al Ghul, presentada en Detective Comics #411 (1971), es otro personaje clave en la vida amorosa de Batman, su relación está plagada de conflictos debido a su padre, Ra's al Ghul , y sus ambiciones criminales. A pesar de los desafíos, su historia de amor resultó en el nacimiento de Damian Wayne, quien se convertiría en el último Robin.
Otras figuras románticas en la vida de Batman son: Vicki Vale, una periodista que aparece en Batman #49 (1948), los intentos de Vicki por descubrir la verdadera identidad de Batman conducen a una complicada relación romántica que va y viene con el paso de los años, especialmente a principios de los 80, cuando su relación se vuelve más seria.Silver St. Cloud, una miembro de la alta sociedad de Gotham City que organiza fiestas para los multimillonarios, las apariciones iniciales de Silver también representan la primera vez que se reconoce explícitamente que Bruce Wayne o incluso Batman han tenido una relación sexual. Batwoman (Kathy Kane) una rica heredera que se inspira en Batman para convertirse en superheroina, durante la Edad de Plata se sintió atraída romanticamete por Batman, aunque actualmente se identifica como lesbiana. Además, la relación de Batman con Wonder Woman ha sido explorada en varias historias, incluido un beso apasionado en JLA (2003) durante un momento de crisis, sin embargo, su relación permanece en gran parte inexplorada, a menudo eclipsada por sus respectivos compromisos. 
Una de las parejas románticas más controvertidas surgió de la adaptación animada de Batman: The Killing Joke (2016), que mostraba un breveenamoramiento de Batgil no correspondido por Batman que se vuelve físico después de que una Batgirl frustrada inicia un altercado menor entre los dos. También fue confirmado por la propia Barbara en Batman Beyond que los dos habían salido brevemente algún tiempo después de que Dick Grayson dejó Gotham después de The New Batman Adventures, su atracción por él es evidente en la película Mystery of the Batwoman, con la que Bruce se siente incómodo y Alfred y Tim se burlan de él al respecto, pero la relación terminó mal y Barbara comenzó a guardar rencor hacia él en el futuro debido a esto, más tarde se revela en los cómics de Batman Beyond 2.0 que Barbara estaba embarazada de un hijo de Bruce, hasta que tuvo un aborto espontáneo después de un accidente relacionado con la lucha contra el crimen y cuando Dick descubrió la verdad de Bruce, empeoró su relación ya tensa con este último y cortó lazos con ella con Batman.
También se ha relacionado románticamente entre otras mujeres con figuras como: la enfermera Linda Page, su guardaspaldas Sasha Bordeaux, la hija de Alfred Julia Pennyworth, la conductora de radio Vesper Fairchild, la supermodelo Jezebel Jet, Lois Lane en la continuidad previa a Flashpoint, las superheroinas Black Canary, Zatanna Zatra, Cheetah y Bekka, y las supervillanas Hiedra Venenosa, Nocturna, Midnight, White Rabbit, Penumbra, Madolyn Corbett entre otros muchos más.

## Impacto cultural

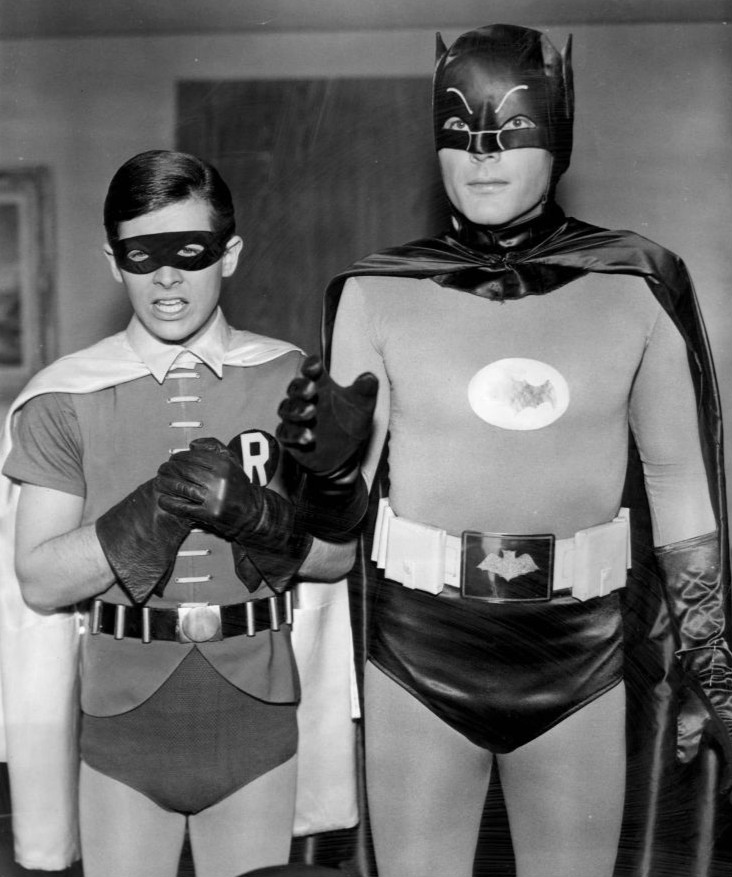
Foto de Burt Ward (Robin) y Adam West (Batman),1966.

Batman se ha convertido en un icono de la cultura popular, siendo reconocido en todo el mundo. La presencia del personaje se ha extendido más allá de sus orígenes en los cómics; sucesos como la «Batmanía» producto de la serie televisiva de 1966 masificó una imagen infantil y paródica respecto a los superhéroes y en específico hacia Batman. Luego, una segunda «Batmanía» ante el lanzamiento de la película Batman en 1989, y posteriormente una tercera gracias a la viral campaña publicitaria de la cinta The Dark Knight «han llevado a Batman hasta el primer plano de la conciencia pública». En un artículo hecho para conmemorar el sexagésimo aniversario de la creación del personaje, el periódico británico The Guardian escribió: «Batman es una figura empañada por la interminable reinvención que conlleva la moderna cultura de masas. Es al mismo tiempo un icono y un artículo de consumo: el artefacto cultural perfecto para el siglo XXI». Además, los medios de comunicación han utilizado a Batman en encuestas generales y de trivialidades — la revista Forbes estimó a Bruce Wayne como el noveno personaje ficticio más adinerado con su fortuna de 5,8 billones USD, siendo superado por Iron Man que ocupa el puesto número seis. Asimismo, BusinessWeek consideró al personaje como uno de los diez superhéroes más inteligentes en la industria del cómic estadounidense. En septiembre de 2024, Batman recibió una estrella en el paseo de la fama de Hollywood, siendo el primer superhéroe en obtener dicho reconocimiento.

## Apariciones alternativas

### Televisión

#### Acción en vivo

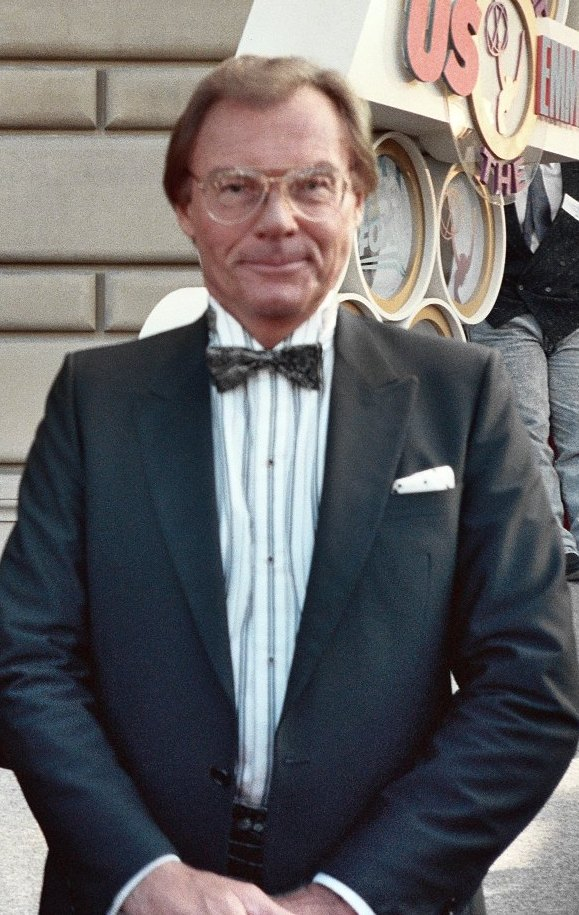
El actor estadounidense Adam West protagonizó la serie televisiva Batman en los años 1960. El éxito del programa se trasladó a la pantalla grande en 1966 (Batman), siendo así el primer largometraje basado en el hombre murciélago.

El personaje de Batman ha aparecido también en varios medios alternativos a las historietas. Incluso ha sido desarrollado con el fin de dar lugar a tiras de prensa de periódicos sindicados, libros, radio dramas, programas de televisión y varias adaptaciones cinematográficas. Su primera aparición alternativa fue en una tira de prensa publicada en un diario el 25 de octubre de 1943. Ese mismo año, se adaptó un serial conformado de quince capítulos, Batman, con Lewis Wilson como el primer actor en interpretar a Batman en la pantalla. Aunque nunca se le ha dedicado una serie de radio, en 1945 el personaje realizó algunas apariciones como invitado en The Adventures of Superman, específicamente en las secuencias donde el actor de voz Bud Collyer requería tiempo libre. Un segundo serial de cine, Batman and Robin, se estrenó en 1949, con el actor Robert Lowery tomando el papel de Batman. Todas las anteriores apariciones durante los años 1940, «ayudaron a hacer [de Batman] un nombre común para millones de personas que jamás habían adquirido una historieta».
En 1964, se publicó la colección de cuentos cortos de Donald Barthelme «Come Back, Dr. Caligari», donde el autor redactó el cuento "The Joker's Greatest Triumph". En el relato, Batman aparece como un millonario francés pretencioso a manera de parodia.
La serie de televisión Batman, protagonizada por Adam West, se estrenó en enero de 1966 como parte de la programación de la cadena estadounidense ABC. Creado con un sentido del humor «ostentoso», el programa se convirtió en un fenómeno popular. En su autobiografía Back to the Batcave, West revela su disgusto por el uso del término camp para calificar la serie, pues en su opinión era una farsa o sátira, siendo deliberada en ese aspecto. Finalmente, el show duró 120 episodios, concluyendo en 1968. Entre la primera y segunda temporada del programa, el mismo elenco participó en la película Batman, estrenada en 1966. Por otra parte, la popularidad de la serie televisiva resultó en la primera adaptación animada de Batman en la serie The Batman/Superman Hour; los segmentos en los que aparece el hombre murciélago se reestrenaron comercialmente bajo el nombre Batman with Robin the Boy Wonder, el mismo que llegó a producir un total de 33 episodios entre 1968 y 1977.

#### Animación
De 1973 a 1986, Batman tuvo un papel estelar en la serie de ABC Súper Amigos, animada por los estudios Hanna-Barbera. En dichas series, el actor Olan Soule prestó su voz para el personaje, aunque habría de ser reemplazado después por Adam West en Súper Amigos; West también contribuyó en el mismo papel para la serie Las nuevas aventuras de Batman, producida por Filmation y transmitida en 1977.
En 1992, se estrenó el programa de televisión Batman: La Serie Animada, producida por Warner Bros. y transmitida por la cadena FOX; Les Daniels describió que la serie «[se está] aproximando a lo que cualquier declaración artística debe expresar para definir el aspecto de Batman durante los años 1990». El éxito de Batman: La Serie Animada condujo a un spin-off cinematográfico titulado Batman: la máscara del fantasma (1993), así como a la creación de otras series situadas en la misma continuidad de la franquicia animada, entre las cuales sobresalieron Las nuevas aventuras de Batman, Batman del futuro y Liga de la Justicia. En cada una de estas producciones participó Kevin Conroy prestando su voz para el papel estelar. En 2004, se lanzó la serie animada The Batman, con Rino Romano como Batman, la cual fue reemplazada en 2008 por la nueva Batman: The Brave and the Bold, con Diedrich Bader como el héroe encapuchado. En 2013 se estrenó la serie Beware the Batman. En 2008, ocurrió el lanzamiento animado a manera de antología de la película Batman: Gotham Knight. Hizo apariciones en las series animadas de Static Shock, Young Justice y Justice League Action. Aparece en nuevas series como DC Super Hero Girls, Scooby-Doo y ¿quién crees tú? y Harley Quinn.

### Cine

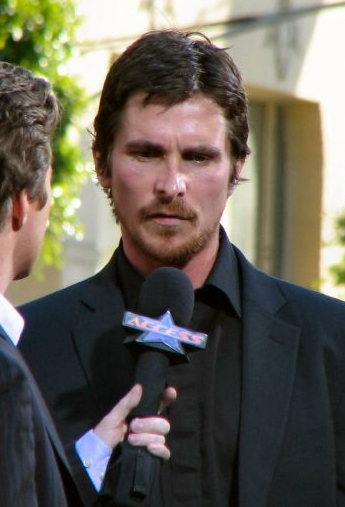
Christian Bale interpretó a Batman en la franquicia fílmica del personaje dirigida por Christopher Nolan e iniciada por la cinta Batman Begins (2005).

En 1989, Batman regresó a la pantalla grande con la película Batman del director Tim Burton, y fue personificado por el actor Michael Keaton; la cinta se convirtió en un éxito financiero, llegando a ser la película con mayores recaudaciones de ese año y, en aquel momento, la quinta más recaudadora de la historia del cine. La buena recepción que tuvo la película dio lugar a tres secuelas: Batman Returns (1992), Batman Forever (1995) y Batman y Robin (1997), estas últimas dos dirigidas por Joel Schumacher y protagonizadas por Val Kilmer y George Clooney, respectivamente.
En 2005, Christopher Nolan dirigió la cinta Batman Begins, cuya trama significó un reinicio en la franquicia fílmica del personaje, y fue protagonizada por Christian Bale. Su continuación, The Dark Knight (2008), mantuvo el récord de la película con mayores recaudaciones en su primer fin de semana de exhibición en territorio estadounidense, llegando a obtener aproximadamente 158 millones USD, y se convirtió en la película que más rápido ha logrado recaudar 400 millones USD en toda la historia de la industria fílmica estadounidense (logrando sobrepasar la cifra señalada en 18 días). A partir de los anteriores récords, The Dark Knight pasó a ser la segunda película con mayores recaudaciones de todos los tiempos (533 millones USD) siendo solamente superada por Titanic. La secuela de The Dark Knight, la última de la franquicia dirigida por Nolan, The Dark Knight Rises, se estrenó a mediados de 2012.
También aparece como protagonista en The Lego Movie (2014) y The Lego Batman Movie (2017); en la serie de televisión Gotham, que está ambientada en la adolescencia de Bruce Wayne interpretado por David Mazouz. Como parte del universo extendido de DC, Ben Affleck ha interpretado al personaje en la película Batman v Superman: Dawn of Justice (2016), Escuadrón Suicida (película) (2016), Liga de la Justicia (2017), Liga de la Justicia de Zack Snyder (2021) y volverá en The Flash (2023). Robert Pattinson ha sido el último en interpretarlo en la película The Batman.

### Videojuegos

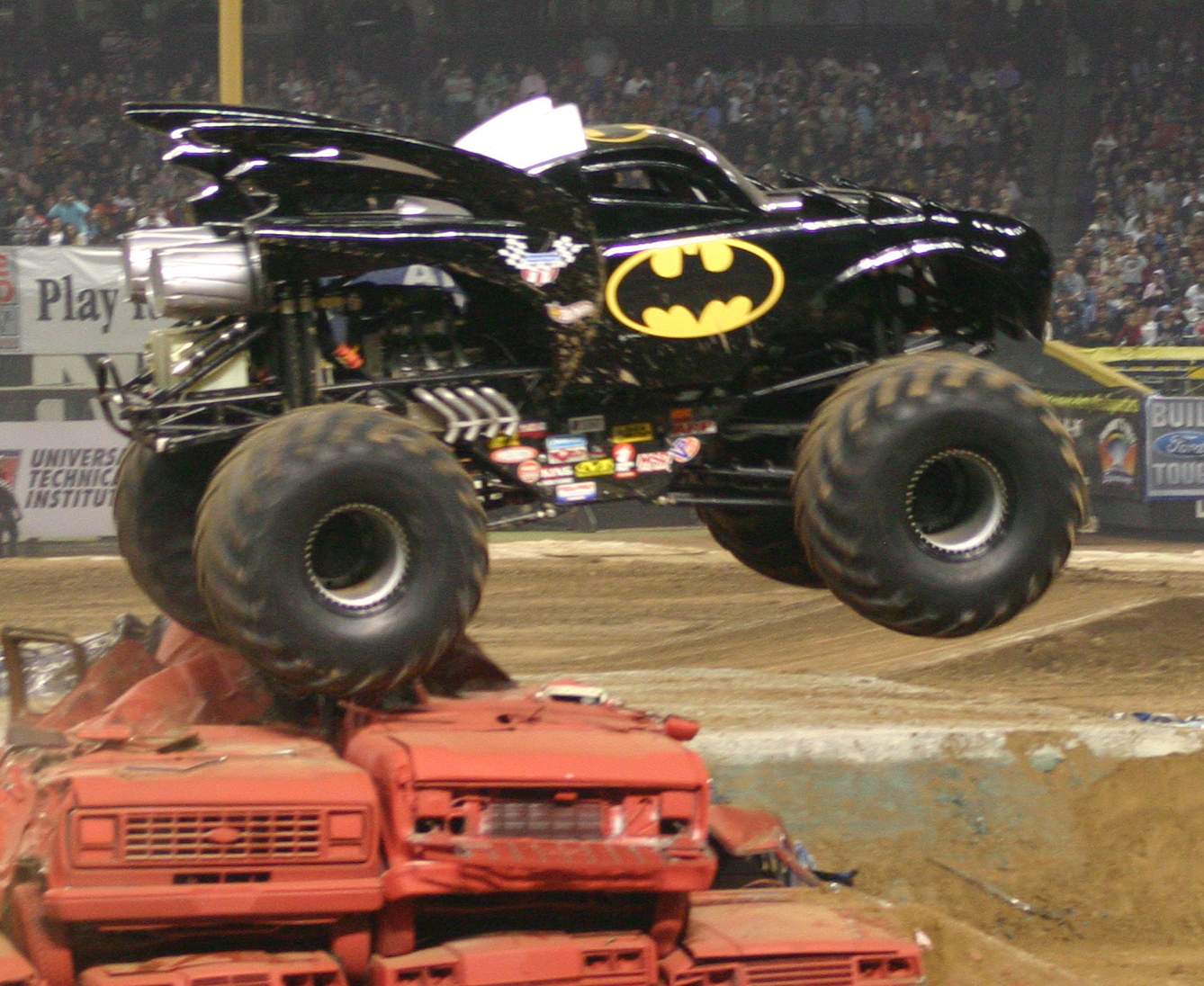
El primer videojuego de Batman, Batman, contó con tecnología isométrica 3D y se distribuyó en 1986 para distintos ordenadores; desde entonces, han aparecido nuevos títulos, siendo el más reciente el juego Batman: Arkham Knight, de 2015. En la fotografía, un camión monstruo diseñado a manera del Batmóvil.

En 1986, apareció el videojuego de acción-aventura Batman con tecnología isométrica 3D, siendo distribuido por Ocean Software para los ordenadores Amstrad CPC, Amstrad PCW, Sinclair ZX Spectrum y MSX. El objetivo del juego es rescatar a Robin mediante la recolección de las siete partes del aerodeslizador de Batman que se hallan distribuidas en la Batcueva. Tras su lanzamiento, obtuvo buenas evaluaciones por parte de la crítica especializada. Tres años después, en 1989, se lanzó el juego de plataformas Batman inspirado en la película de Tim Burton. Su desarrollo corrió a cargo de Sunsoft, siendo finalmente distribuido para la consola Nintendo NES. Cabe señalarse que contaba con cinco niveles, concluyendo con el enfrentamiento entre Batman y The Joker en el campanario de la catedral de Gotham City. Al año siguiente, el hombre murciélago apareció en la adaptación homónima de Sunsoft para la consola Sega Mega Drive.
En 1990, Atari Games distribuyó el juego arcade tipo brawler Batman, en donde Batman debe enfrentarse a The Joker para salvar a Gotham. Al igual que sus predecesores, la trama se basó en la película de 1989. Batman Returns, perteneciente al sistema de plataformas, apareció a principios de 1993, estando basado en la película del mismo nombre dirigida por Tim Burton. Al año siguiente, se publicó el juego The Adventures of Batman & Robin, basado en la serie animada y distribuido para la consola Super Nintendo. En 1995, se lanzó el título Batman Forever, basado en la trama de la película homónima y en 1996 apareció la versión arcade (Batman Forever: The Arcade Game).
Respecto a los años 2000, en 2005 se distribuyó el juego virtual Batman Begins inspirado en la trama de la cinta homónima dirigida Christopher Nolan. Asimismo, en 2008 debutó Lego Batman: The Video Game en las consolas Xbox 360, Playstation 3, PSP, Nintendo DS y Wii. Hasta julio de 2009, se habían vendido un total de 4,1 millones de copias de Lego Batman: The Video Game a nivel mundial. Finalmente, en 2009 se comercializó el videojuego Batman: Arkham Asylum para los sistemas PlayStation 3, Xbox 360 y Microsoft Windows. Sin embargo, a diferencia de los demás juegos, Arkham Asylum se inspira en los cómics originales donde apareció, por vez primera, el héroe encapuchado. Este último ha sido aclamado por la prensa especializada, manteniendo un Récord Mundial Guiness como el 'videojuego de superhéroes más críticamente aclamado de todos los tiempos', y rompiendo la marca previamente establecida en esta categoría (lograda por el título Marvel vs. Capcom 2: New Age of Heroes) al alcanzar el puntaje promedio más alto de críticas positivas en todo el mundo (91,6).
Otros juegos en los que ha aparecido Batman a partir de los años 2010 son Batman: Arkham City, Injustice: Dioses entre nosotros, Batman: Arkham Origins y Batman: Arkham Knight.
En 2019, el personaje de Batman hizo una colaboración en conjunto con el juego Fortnite: Battle Royale durante la temporada 10 o X del Capítulo 1, todo esto en conmemoración a su 80° aniversario desde su primera publicación de cómics.

### Cosplays y campaña solidaria
Batman al igual que algunos de los personajes secundarios de su tira como The Jocker o Harley Quinn son temáticas de las más buscadas por los cosplay en su participación dentro de los comic cons.
A partir de 2013 y durante 10 años, Maximiliano Altavista, un ciudadano argentino de la ciudad de La Plata, llevó a cabo una campaña solidaria en su rol de cosplay de Batman donde colaboró repetidamente en donaciones y trabajo voluntario de mantenimiento en diversos hospitales de la Provincia de Buenos Aires, incluso impulsando la creación de un pequeño patio recreativo dentro de uno de los recintos, con la temática del personaje. Altavista comenzó con su desinteresada labor visitando a pacientes internados en hospitales y mantuvo su participación de manera desinteresada y sin fines de lucro durante 10 años hasta que el estrés psicofísico que conllevaba esa labor le impidió seguir llevando su campaña solidaria, aunque antes de su retiro se encargó de montar una asociación civil para que otros continúen con su legado. En sus apariciones como el hombre murciélago, el Batman platense mantenía una identidad reservada y solía acercarse hacia los establecimientos donde participaba como cosplay, en un automóvil modificado para que luciera como un Batmobil.